# Bübingen (Saarbrücken)
Bübingen (im örtlichen Dialekt Biewinge) ist ein Stadtteil der saarländischen Landeshauptstadt Saarbrücken. Bübingen liegt im Stadtbezirk Halberg. Bis zum 31. Dezember 1973 war Bübingen eine eigenständige Gemeinde und gehörte zum Amt Brebach. Am 1. Januar 1974 wurde Bübingen im Zuge der Gebiets- und Verwaltungsreform des Saarlandes als Stadtteil in die Landeshauptstadt Saarbrücken eingegliedert. Damit endete die fast 800-jährige Eigenständigkeit der Gemeinde.

## Geographie

### Geographische Lage
Bübingen liegt im Süden des Saarlandes und ist ca. 8 km von der Innenstadt von Saarbrücken entfernt. Der Ort erstreckt sich von der Tallage an der Saar hangaufwärts in Richtung Osten. Der höchste Punkt der Gemarkung Bübingen liegt bei 342 m ü. NN, auf einer kleinen Hochfläche im Flur Meerwald. Der tiefste Punkt liegt an der Saar bei 191 m ü. NN. Im Süden schließt sich die Gemeinde Kleinblittersdorf an. Im Westen wird das Gemeindegebiet durch den Fluss Saar begrenzt, der hier auch die Staatsgrenze zu Frankreich bildet. Im Norden schließt sich der Saarbrücken Stadtteil Güdingen an, im Osten der Saarbrücker Stadtteil Brebach-Fechingen. Das Gebiet der Gemarkung Bübingen umfasst ca. 4,42 km2. Die größte Ausdehnung des Ortes beträgt in Ost-West-Richtung ca. 1,5 km und in Nord-Süd-Richtung ca. 2 km. Naturräumlich gehört Bübingen zum südlichen Güdinger Saartal, welches zum südlichen mittleren Saartal gehört. Das Güdinger Saartal erstreckt sich vom französischen Saargemünd bis Güdingen.

### Geologie
Während in der Tallage des Ortes, an der Saar, Ablagerungen aus dem Quartär vorliegen, wird die Hanglage aus dem oberen Buntsandstein des Trias sowie einer bis zu 40 Meter dicken Zwischenschicht gebildet. Etwa ab dem Bereich der Bergstraße bis zur Grenze des Flur Meerwald findet sich darüber eine Schicht des unteren Muschelkalkes. Der Flur Meerwald mit seinem Hochplateau wiederum besteht aus dem oberen Muschelkalk.

## Geschichte
Erstmals urkundlich erwähnt wird Bübingen im Jahr 1310 unter dem Namen Bibingen beziehungsweise Bybinga. In der Urkunde vom 19. Oktober 1310 werden unter anderem ein Conrad und ein Johannes de Bibingen genannt, die gemeinsam mit Personen aus anderen Ortschaften als Bürgen für Dancrato villico de Bybinga (Dankrat Villicus von Bübingen) auftreten. Dieser hatte einen Kredit über 50 Metzer Pfennige bei Johann von Homburg aufgenommen. Es kann allerdings bereits von einer viel früheren Besiedelung des Gebietes ausgegangen werden. Teile der evangelischen Kirche stammen noch aus dem 12. Jahrhundert. Zudem finden sich Hinweise auf eine Besiedlung der Hanglage bereits in der römischen Zeit. Im Jahr 1852 wurde gemeldet, dass man fünf Jahre zuvor im Flur Allmend auf die Fundamente zweier kleiner Gebäude mit Ziegeldach gestoßen sei. 1927 wurden in einer Sandgrube Körpergräber, die den beiden 1847 gefundenen Gebäuden zugeordnet werden können, gefunden. Diese fielen allerdings dem Sandabbau zum Opfer. Geborgen wurden lediglich ein Krug, ein Teller und der Rest eines Bechers aus Terra Sigillata. Die Fundstücke sind heute verschollen. Ebenso lässt eine Wüstungsfläche in der Flur Macherheck eine römische Villa vermuten. Die etymologische Untersuchung des heutigen Namens Bübingen führt zu dem fränkischen Ortsnamen Bobingas zurück. Dieser setzt sich aus dem germanischen Vornamen Bobo und dem Suffix -ingas, das eine Zugehörigkeit ausdrückt, zusammen, was Leute des Bobo oder Siedlung der Leute des Bobo bedeutet. Die Etymologie des Namens und die Siedlungsgeschichte im Umland lassen daher die Annahme zu, dass die Siedlung in der Zeit zwischen der fränkischen Landnahme und dem 8. Jahrhundert gegründet wurde.
Die Geschichte von Bübingen ist seit dem 16. Jahrhundert durch immer wieder zwischen den katholischen und protestantischen Einwohnern auftretende Spannungen, die teilweise bis in die 1970er Jahre andauerten, geprägt. Hauptstreitpunkte waren hierbei immer wieder der über mehrere Jahrhunderte andauernden Streit um die Nutzung der Simultankirche, die Nutzung des Friedhofes und die Bübinger Schule.

### 13. bis 15. Jahrhundert

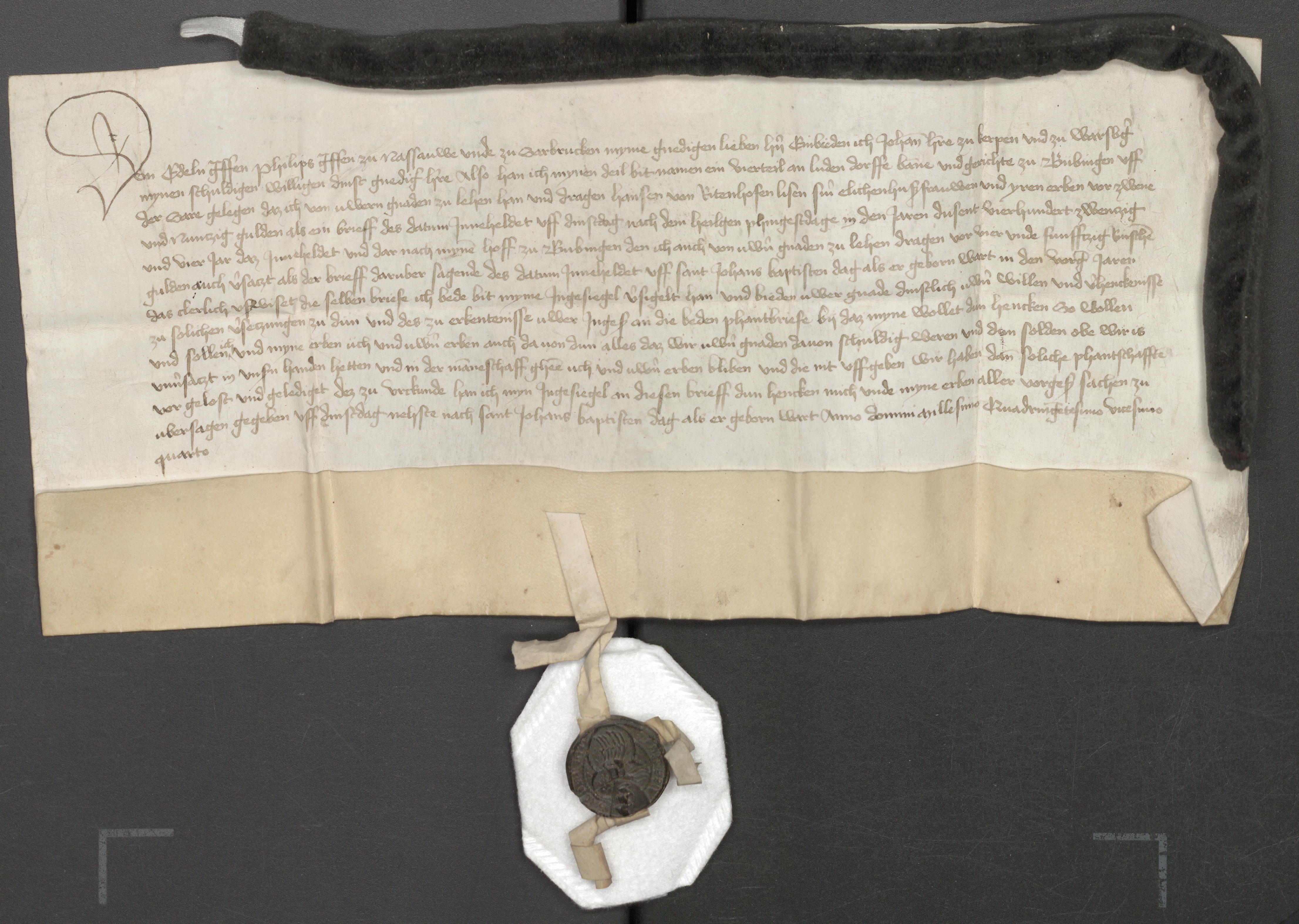
Verpfändung von Bübingen von 1424. Johann von Kerpen und Warsberg verpfändet seinen Anteil an Bübingen an Hans von Rittenhofen (Landesarchiv Saarbrücken, Bestand N-S II, Nr. 1189)

Die ersten Besitzer von Bübingen waren im 13. Jahrhundert vermutlich die Herren von Bliesbrücken. Da aus dieser Zeit keine Urkunden vorliegen, kann auch die Frage, wie die nachfolgenden Häuser zu den Anteilen der Herren von Bliesbrücken kamen, nicht genau nachvollzogen werden. Anzunehmen ist allerdings, dass dies durch verschiedene Heiraten und Verkauf geschah. Ab 1310 liegen dann allerdings Urkunden vor, die die weiteren Herrschaftsverhältnisse in Bübingen belegen. Um 1325 war Dietrich von Kerpen durch Heirat mit Johanna von Warsberg-Saarbrücken in den Besitz eines Achtelanteils an Bübingen gelangt. Im Jahr 1328 musste er sich Geld bei Graf Johann I. von Saarbrücken-Commercy leihen. Im Gegenzug übertrug er die Hälfte seines Anteils von Bübingen an den Grafen. Johann wiederum gab ihm diesen Anteil als Lehen zurück. 1418 erwarb Graf Philipp I. von Nassau den ein Achtel umfassenden Anteil der Herren von Mühlenbach. 1424 verpfändete Johann von Kerpen und Warsberg seine Anteile an Bübingen für 146 Gulden an Hans von Rittenhofen. Dies geschah mit Zustimmung von Graf Philipp I. Ab dem 15. Jahrhundert besaßen dann etliche Adelshäuser Anteile an der Gemeinherrschaft Bübingen. Darunter der Kurfürst von Trier, der Freiherr von Kerpen, die Grafen von Nassau-Saarbrücken, von Kriechingen, von Warsberg, von Ettendorf und von Rodborn.

### 16. und 17. Jahrhundert
Im 16. und 17. Jahrhundert ist die Geschichte Bübingens durch die andauernden Streitigkeiten zwischen den Herren von Nassau-Saarbrücken mit den Herren von Kriechingen und in der Folge mit der Markgrafschaft Baden-Rodemachern, dem Haus Hohenzollern-Hechingen und dem Haus von der Leyen, die erst mit dem Austausch von 1670 endeten, sowie durch den Bauernkrieg von 1525 und dem Dreißigjährigen Krieg geprägt.

#### Bauernkrieg 1525
Über den Bauernkrieg von 1525 liegt im Bezug auf Bübingen nur eine Quelle vor. Es handelt sich dabei um die Niederschrift von Zeugenverhören von drei Bübinger Bürgern, die diese 1573 vor dem Kommissar des Reichskammergerichts tätigten. Relevant sind hier die Aussagen einer Frau mit dem Namen Vältins Käth, die zur Zeit des Aufstandes eine junge verheiratete Frau war. Die zwei anderen Zeugen konnten nur vom Hörensagen berichten. Anfang 1525 hatten sich Bauern aus der Umgebung dem sogenannten Herbitzheimer Haufen angeschlossen, der bei Saargemünd lag und mehrere tausend Mann stark war. Diese hatten bereits das Kloster Gräfinthal, den Wintringer Hof und das Pfarrhaus von Bliesransbach geplündert und wurden von Herzog Anton II. von Lothringen in der Schlacht von Zabern vernichtend geschlagen. Nach Aussage von Vältins Käth hatte der Herr von Kriechingen die Einwohner aufgefordert, Bübingen nicht zu verlassen und ihnen im Gegenzug Schutz und Ersatz für Vieh versprochen. An diese Anordnung hielten sich die Bübinger allerdings nicht, sondern verließen das Dorf. Dass sich dabei auch einige Bauern den Aufständischen anschlossen, lässt sich der Aussage von Vältins Käth entnehmen. Denn der Herr von Kriechingen habe jedes Haus mit einer Strafe von vier Gulden belegt "darumb, dass sie in den Krieg gegangen und die Hern nit darumb gefragt." Zahlen musste jeder, auch "die Weiber, deren Männer im Krieg geblieben".

#### Dreißigjähriger Krieg
Bübingen erging es im Dreißigjährigen Krieg ähnlich wie vielen Orten in der Region. Wenn auch überwiegend von Brandschatzung verschont, litt die Bevölkerung unter den durchziehenden, teilweise marodierenden Truppen. Besonders der Konflikt zwischen Frankreich und Lothringen, in den der Kaiser und ab 1630 die Schweden involviert waren, führte zu ständigen Truppendurchzügen. Bereits 1626 beschwerte sich Franz Ernst Kraft von Kriechingen bei den Grafen von Nassau-Saarbrücken über die Einquartierung von 35 Soldaten in Bübingen. Eine Aufstellung von 1628 gibt die Schäden an, die den Einwohnern von Bübingen bis zu diesem Zeitpunkt entstanden waren. So hatten sie 25 Pferde, 58 Rinder, 1 Schaf/Geiß, 52 Schweine, 26 Immen, 35 Quart Weizen, 28 Quart Korn, 76 Quart Hafer, 2 Quart Hülsenfrüchte, 1,5 Fuder Heufütterung, 14 Quart Weizenzehnt und 14 Quart Haferzehnt verloren und 148 Äcker waren unbestellt. Zudem hatten sie 295 Gulden an Lösegeld für entführte Einwohner und für entführtes Vieh aufbringen müssen. 1635 war dann das Jahr in dem Bübingen am schlimmsten vom Krieg betroffen wurde. In diesem Jahr wurde das Gebiet mehrfach zum Schauplatz von Kämpfen zwischen den Schweden, mit denen die Herren von Nassau-Saarbrücken verbündet waren, den Truppen des Kaisers, den Franzosen und den lothringischen Truppen. 1635 lebte nach einem Bericht des Leiters des Rentamts Saarbrücken fast niemand mehr in Bübingen. Vom Jahr 1646 bis zum Jahr 1650 lagerten berittene Regimenter der lothringischen Armee, die zuvor durch die Franzosen aus dem Gebiet von Lothringen vertrieben worden waren, im Raum Saarbrücken. 1650 bezogen diese zum Teil in Bübingen Quartier. Laut damaligen Aussagen verbrauchten und verwüsteten sie Sommerfrucht- und Winterfruchtbestände, was schon im darauffolgenden Jahr zu erheblicher Lebensmittelknappheit führte. Am Kriegsende war die Einwohnerzahl von Bübingen auf 40 % der Vorkriegszeit zurückgegangen. Das Gemeindegebiet war verwüstet, viele Höfe nur noch Ruinen.

#### Gemeinherrschaft bis zum Austausch 1670
Die größten Anteile besaßen Kerpen (25 %), Kriechingen (50 %), Ettendorf (12,5 %) und Nassau-Saarbrücken (12,5 %). Die Herren von Kerpen tauschten im Jahr 1591 ihren Bübinger Anteil gegen den Nassauer Anteil an Nußweiler ein. Bereits im Jahr 1557 war Nassau-Saarbrücken in Besitz der Ettendorfer Anteile gekommen. Bis Bübingen im Jahr 1670 endgültig an Nassau-Saarbrücken fiel, war es ein ständiger Streitpunkt zwischen den Herren von Kriechingen und deren Nachfolgern und den Herren von Nassau-Saarbrücken.
Hauptstreitpunkt zwischen dem Haus Nassau-Saarbrücken und den Herren von Kriechingen war die Frage über die Rechte, die die beiden Häuser in der Gemeinherrschaft Bübingen innehatten. Während Kriechingen für sich beanspruchte, alleiniger Inhaber der vogteilichen Obrigkeit und alleiniger Hochgerichtsherr zu sein, standen die Grafen von Nassau-Saarbrücken auf dem Standpunkt, dass in der Gemeinherrschaft Bübingen alles zwischen den Gemeinherren entsprechend ihrer Anteile zu teilen sei. Bis zum Jahr 1607 versuchten die Grafen von Nassau-Saarbrücken Steuern bei den Bübingern einzutreiben, was diese verweigerten. Dies konterten die Grafen, indem sie gewaltsam Pferde bei den Bübingern pfändeten oder Teile der Bevölkerung gefangen setzten. Gegen diese Aktionen erwirkten die Herren von Kriechingen immer wieder Reichskammermandate, die Nassau-Saarbrücken zu Entschädigungszahlungen oder Rückgabe der Tiere an die Bübinger zwangen.
1629 ging, nach dem Tode von Lothar von Kriechingen, der Kriechinger Anteil an die Markgrafschaft Baden-Rodenbach über. Die beiden Gemeinherren einigten sich darauf, dass die Schatzung von Bübingen an Nassau-Saarbrücken und im Gegenzug die Schatzung der Ortschaft Rosseln an Baden-Rodenbach gehen sollte. Zu einem Zwischenfall kam es im Jahr 1629. Bübingen war durch Teilung der Güter an Graf Wilhelm Ludwig von Nassau-Saarbrücken gefallen. Weder die Gemeinde noch der Meier wussten von einem Huldigungsrecht der Nassauer Grafen und unterließen dies. Zu Fronleichnam 1629 sandte Wilhelm Ludwig 30 Bewaffnete nach Bübingen und ließ die Einwohner festsetzen. Anschließend mussten sie ihm Erbhuldigung schwören. Bis zum Amtsantritt des protestantischen Grafen Gustav Adolf von Nassau-Saarbrücken im Jahr 1662, war es zwischen den beiden Parteien ruhig geblieben. Dann eskalierte der Streit erneut. Gustav Adolf ließ alle Heiligenbilder aus der Kirche entfernen und wies alle katholischen Einwohner an, nur noch den evangelischen Gottesdienst zu besuchen. Ebenso versuchte er wieder Steuern zu erheben und die Bübinger zu zwingen, Salz ausschließlich bei seiner Salzkammer zu kaufen. Die katholischen Markgrafen protestierten. Eine groteske Situation trat ein, als die Markgrafen den katholischen Einwohner hohe Strafen androhten, wenn sie die evangelischen Gottesdienste besuchen würden und umgekehrt die Grafen von Nassau-Saarbrücken, wenn die Bübinger die evangelischen Gottesdienste nicht besuchen würden. Entsprechenden Druck übte Gustav Adolf auf den damaligen Meier Grauel von Bübingen aus. Grauel flüchtete vor dem Grafen ins französische Forbach. Gustav Adolf enteignete daraufhin Grauel und ließ Schützen in seinem Haus einquartieren. Markgraf Karl Eugen Wilhelm, der sich aufgrund der Vorkommnisse nach Forbach begeben hatte, um Verhandlungen mit dem Haus Nassau-Saarbrücken zu führen, überschritt in der Nacht die Saar und besetzte seinerseits für acht Tage das Haus des Meiers. Erst die Drohung seines Vaters, des Markgrafen Hermann Fortunat, den Streit entweder durch eine Entscheidung in Speyer oder durch Austauschvertrag zu beenden, ließ Gustav Adolf einlenken. Es wurden Verhandlungen über einen Austauschvertrag aufgenommen. Diese zogen sich aber hin, da es innerhalb des Hauses Baden-Rodenbach zu Unstimmigkeiten über die Vertragsgestaltung kam.
1664 überließ Karl Wilhelm Eugen seiner Schwester Sidonia, die mit Fürst Philipp Christoph Friedrich von Hohenzollern-Hechingen verheiratet war, seine Hälfte an der Herrschaft Forbach. Ebenso überließ ihr Vater Hermann Fortunat ihr die Nutzung an der Herrschaft Forbach. Damit gehörte der Anteil an der Gemeinherrschaft Bübingen ab diesem Zeitpunkt dem Fürsten von Hohenzollern-Hechingen. Durch die Teilnahme Gustav Adolfs am Türkenkrieg verzögerten sich die Verhandlungen zwischen den beiden Häusern erneut. Nach dessen Rückkehr wurden die Verhandlungen wieder aufgenommen. Immer neue Forderungen und Änderungen am Vertrag durch Gustav Adolf ignorierte Philipp Christoph Friedrich und führte vielmehr die von Hermann Fortunat begonnenen Verhandlungen mit dem Haus von der Leyen fort, dessen Oberhaupt Karl Kaspar von der Leyen der Kurfürst von Trier war. Gustav Adolf ließ in dieser Zeit erneut die Bübinger Einwohner pfänden und verhängte eine Strafe von 100 Gulden, da die Einwohner in seiner Abwesenheit dem Hause Hohenzollern-Hechingen gehuldigt hatten. Meier Grauel entging seiner Verhaftung mehrmals nur knapp durch Flucht. Gustav Adolf ging soweit, dass er der erkrankten Frau des Meiers das Betreten katholischen Bodens und den Besuch eines katholischen Priesters unter Androhung vom 20 Reichstaler Strafe verbot. Zudem drohte er, dass der Meier "seines Elends kein Ende zu finden wisse" sollte er gegen die Anordnung verstoßen. Bis zum endgültigen Verkauf des Anteils von Hohenzollern-Hechingen an das Haus von der Leyen im Jahr 1668 erließen beide Seiten Verbote, die die Gegenseite ebenfalls mit Verboten beantwortete.
Auch zwischen Nassau-Saarbrücken und dem Haus von der Leyen gingen die Streitigkeiten weiter. Die Herrschaftsrechte auf Seiten des Hauses von der Leyen hatte Freiherr Damian Hartard von der Leyen, der spätere Kurfürst von Mainz, inne. Gustav Adolf bestand weiter darauf, dass die "widersetzlichen, halsstarrigen Untertanen" von Bübingen zwar nicht zum evangelischen Glauben konvertieren müssten, aber die evangelischen Gottesdienste besuchen müssten. Zudem pochte er auf seinem Recht der Schatzung. Im Sommer 1668 marschierte Lothringen gegen die Kurpfalz. Damian Hartard hatte für Bübingen von Lothringen daraufhin einen Schutzbrief erworben, die diese anrückenden lothringischen Truppen zum Schutz vor Plünderung präsentieren sollten. Gustav Adolf sah darin einen Eingriff in seine Rechte als Landesherr und ließ den Schutzbrief einziehen und verbot unter Strafe die Annahme eines neuen Briefes. Ungeachtet dessen ließ Damain Hartard einen neuen Brief nach Bübingen senden. Der in den Diensten des Hauses von der Leyen stehende Meier Grauel wurde von Saarbrücken angewiesen diesen binnen 12 Stunden wieder zurückzusenden, was von der Seite des Hauses von der Leyen abgelehnt wurde. Daraufhin ließ Gustav Adolf den Meier Grauel verhaften. Der Blieskastler Kellner berichtete an den Freiherrn, man habe Grauel "in den allerärgsten und schlimmsten Turm geworfen, in den weder Sonne noch Mond schienen". Grauel kam wenig später wieder frei. Nachdem Damain Hartard mit der Einschaltung des Kurfürsten von Trier gedroht hatte, trafen sich die Parteien im Januar 1669 zu Verhandlungen in Bübingen, die allerdings ergebnislos blieben. Die Situation eskalierte nun immer mehr. Bis 1669 kam es zu mehreren Zwischenfällen. Truppen aus dem Hause von der Leyen pfändeten bei Bürgern in Bischmisheim, nachdem Nassauer Truppen in Rosseln gepfändet hatten, woraufhin Nassauer Truppen auf offener Straße ein Geleit des Hauses von der Leyen stoppten und Wagen mit Kalk einzogen. Im April 1669 wurde Meier Grauel, mit zwei weiteren Bübinger Einwohnern erneut inhaftiert. Streitpunkt war die erneute Forderung Gustaf Adolfs, dass die Bübinger alle zwei Wochen den evangelischen Gottesdienst besuchen sollten. In den Verhören gaben diese an, dass die Einwohner Bübingens nicht zur Konversion zum protestantischen Glauben gezwungen würden und es ihnen freistände, die katholischen Gottesdienste der Nachbargemeinde zu besuchen und sie lediglich alle 14 Tage den evangelischen Gottesdienst in Bübingen besuchen sollten. Meier Grauel und die beiden Bürger, von denen einer in der Gefangenschaft schwer erkrankt war, wurden nach einem Verhör später wieder freigelassen. Gustaf Adolf erklärte nun die Sache zu einer Kirchenangelegenheit, für die nur der Reichstag zuständig sei. Zwischenzeitlich hatte sich erneut der Kurfürst eingeschaltet und ein Urteil gegen Gustaf Adolf in Speyer erwirkt. Ebenso hatte der Kurfürst zwischenzeitlich den Bischof von Metz Georges d’Aubusson de La Feuillade informiert. Der Bischof begab sich daraufhin auf eine Visitationsreise durch den Westrich, nicht ohne im Vorfeld Gustaf Adolf zu informieren und von diesem die Einhaltung der Religionsfreiheit zu fordern. Am 2. Juni 1669 traf er im Kloster Gräfinthal ein und schickte Kapuziner nach Bübingen, die die Einwohner zur Messe nach Kleinblittersdorf einluden. Gustaf Adolf ließ daraufhin die Kirche in Bübingen mit Brettern zunageln und begab sich am 3. Juni selbst nach Bübingen, da er hoffte dort auf den Bischof zu treffen. Zu einem Aufeinandertreffen kam es dann gleich zweimal am 8. Juni. Einmal in Brebach und einmal vor der Deutschherrenkapelle in Saarbrücken. In beiden Fällen kam es zu lautstarken, aber folgenlosen Wortwechseln.
Im September 1669 kam es dann zu einem Zwischenfall. Die Bübinger hatte auf freiwilliger Basis dem Hause von der Leyen Material zum Bau der Kirche in Blieskastel geliefert. Gustaf Adolf, der fälschlicherweise davon ausging, dass dies als Frondienst erfolgt sei, forderte nun von den Bübingern ebenfalls ähnliche Frondienste. Diese verweigerten die Bübinger mit Hinweis darauf, dass sie von solchen befreit seien. Daraufhin schickte der Graf Soldaten nach Bübingen. Der Meier und einige Einwohner konnten fliehen, sodass es nur zu einer Verhaftung kam. Die Häuser der Geflohenen ließ Gustaf Adolf durch Soldaten besetzen. Nach zeitgenössischen Aussagen schädigten die Soldaten überwiegend die katholischen Einwohner durch "Fressen und Saufen". Die Bübinger wiederum klagten vor dem Reichskammergericht. Gustaf Adolf schrieb daraufhin an das Gericht: "Die unartigen Gesellen wollen sich bei diesem höchsten Gericht noch gar schön weiß brennen und höchst strafbarerweise vorgeben, sie hätten sich jederzeit erzeiget, als gehorsame Untertanen zu stehen und an ihren Schuldigkeiten, Herrengiften und obliegenden Verrichtungen niemand ichtwas ermangelen lassen". Weiterhin führte er aus, dass sich die Bübinger stets als untreue Untertanen erwiesen hätten und führte dann die Vergehen auf, die die Bübinger begangen hätten. Dessen ungeachtet gewährte das Gericht den Bübingern freies Geleit bis eine endgültige Klärung des Streites zwischen Nassau-Saarbrücken und dem Haus von der Leyen herbeigeführt sei. Im Folgenden ging Gustaf Adolf wieder dazu über, die Geldstrafen, die er gegen die Bübinger wegen deren neuerlicher Weigerung, den evangelischen Gottesdienst zu besuchen erhoben hatte, durch Pfändung von Pferden einzutreiben. Kurfürst Karl Kaspar von der Leyen, der die Angelegenheit nun wieder an sich gezogen hatte, sendete daraufhin einen Rittmeister nach Saarbrücken, der den Grafen zur Rückgabe der Pfänder aufforderte.
Gegen Ende des Jahres 1669 schien eine militärische Auseinandersetzung unvermeidbar. Dies war wohl auch dem Grafen bewusst, denn er hatte sich bereits, wenn auch vergeblich, um Unterstützung durch das Haus Pfalz-Simmern und durch die Grafschaft Hanau-Lichtenberg bemüht. Auch sein Bruder Johann Ludwig hatte ihm die Unterstützung verweigert. Gustav Adolf ließ, nachdem er im Köllertal mit 120 Mann vergeblich auf einen Schlag des Kurfürsten gewartet hatte, die Kirche in Bübingen mit 35 Soldaten besetzen. In die Mauer des Kirchhofes ließ er Schießscharten brechen und befestigte die Mauer mit Palisaden. Die Interventionen des Kurfürsten brachten beide Häuser wieder zu Verhandlungen an einen Tisch. Am 15. Januar 1670 wurde in einem Vertrag ein Austausch festgelegt. Nassau-Saarbrücken erhielt Bübingen und Rosseln und das Haus von der Leyen die Ortschaft Gersheim. Damit wurde ein militärischer Konflikt in letzter Minute abgewendet. Karl Kasper Franz von der Leyen hatte bereits Truppen von Koblenz aus in Bewegung gesetzt und erst mit dem positiven Ausgang der Verhandlungen gestoppt.

#### Saarprovinz 1680 bis 1697
Den Quellen zur Folge hatte Gustav Adolf, nachdem Bübingen an ihn übergegangen war, von dem Grundsatz Cuius regio, eius religio Gebrauch gemacht, was dazu führte, dass die katholische Bevölkerung Bübingen verließ. Nach dessen Tod 1677 herrschte nun seine Ehefrau, die Gräfin Eleonore Klara, über Nassau-Saarbrücken. Ab 1680 gehörte Bübingen, wie andere 1680 annektierte linksrheinischen Gebiete zu Frankreich. Frankreich richtete die Province de la Sarre (Saarprovinz) ein. Zwar blieb Nassau-Saarbrücken nominell als Regierung bestehen, allerdings lag die Regierungsgewalt de facto bei der französischen Verwaltung. Für die Katholiken, die Bübingen unter Gustav Adolf verlassen mussten, hieß dies, dass sie nun wieder zurückkehren konnten und ihren ehemaligen Besitz zurückerhielten. Allerdings kam es erneut zu Streit zwischen den Einwohnern Bübingens und dem Hause Nassau-Saarbrücken. Grund waren wieder Steuerzahlungen. Ab 1686 zahlten die Einwohner keine Steuern mehr an Nassau-Saarbrücken. Ebenso leisteten sie keinen Frondienst mehr. Der Streit wurde erst 1689 mit einem Vertrag zwischen den Einwohnern von Bübingen und Graf Ludwig Kraft beigelegt. Darin verlor Bübingen zwar seine Eigenständigkeit (es gehörte fortan zur Propstei Saarbrücken) und die Einwohner mussten wieder Frondienste leisten, erhielten aber im Gegenzug auch Vergünstigungen beim Einkauf von Salz, das nun nicht mehr ausschließlich von der Salzkammer der Grafschaft bezogen werden musste, bei den indirekten Steuern sowie bei der Steingrube. Mit dem Frieden von Rijswijk 1697 wurde die Saarprovinz aufgelöst und Bübingen wurde wieder ausschließlich von den Grafen von Nassau-Saarbrücken regiert.

### 18. Jahrhundert bis 19. Jahrhundert

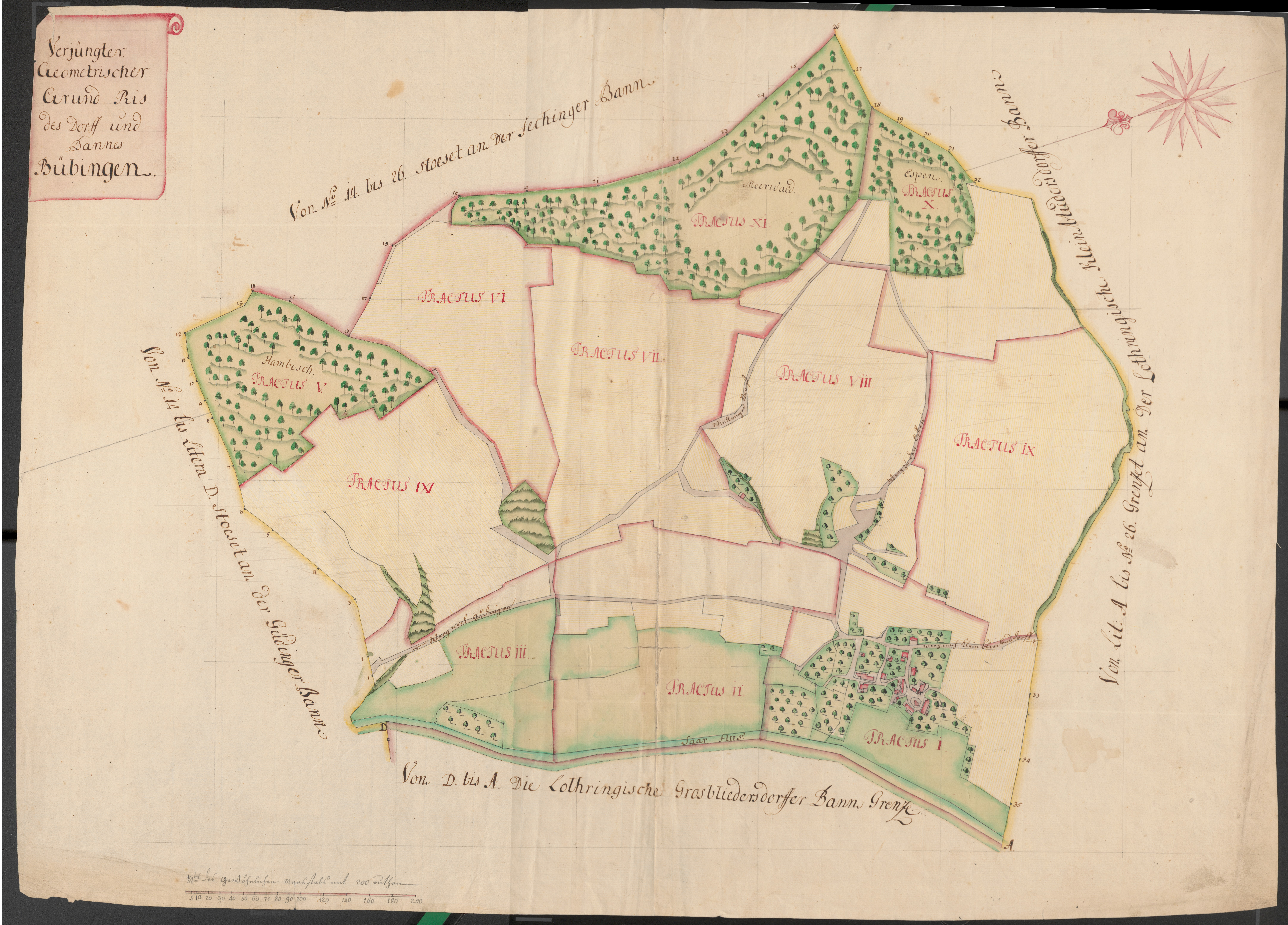
Dorf und Bann Bübingen, ca. 1760 (Landesarchiv Saarbrücken, Katasterkarten 174)

Bis zur Mitte des 18. Jahrhunderts war die Zahl der Einwohner wieder auf das Niveau vor dem Dreißigjährigen Krieg angewachsen. Allerdings lebten sie quasi in Leibeigenschaft. Die wirtschaftliche Situation wurden noch dadurch erschwert, dass die Güter im Erbfall unter den Kindern aufgeteilt wurde. Dies führte dazu, dass diese immer mehr in Not gerieten, da die bewirtschafteten Flächen kaum ausreichten, die eigene Familie zu ernähren und die Abgaben an die Grafen abzuführen. Bereits 1731 hatte Gräfin Charlotte Amalie von Nassau-Dillenburg verfügt, dass Bauerngüter nur noch an mehr als ein Kind vererbt werden dürften, wenn sie eine gewisse Größe nicht unterschritten. Die restlichen Erben, die keinen Erbteil erhielten, sollte zum Heer gehen oder sich als Tagelöhner ernähren. Davon zeigten sich die Bübinger unbeeindruckt und die Vererbung an alle Kinder wurde weiterhin praktiziert. 1758 verschärfte Fürst Wilhelm Heinrich die Regelung, indem er die Größe einer Vogtei für Bübingen festschrieb. Demnach musste ein Hof aus "Haus, Scheuer und Stall, 3 Morgen Gemüse- und Obstgarten, 15 Millier Fütterung an Heu und Grummet, 3 Morgen Feldland für Klee und Etzfutter und an Ackerland aus 20 Morgen" bestehen. Die restlichen Erben sollten über einen Zeitraum von sechs Jahren ausgezahlt werden. Da dies aber nicht die gewünschte Wirkung zeigte, sondern durch die steigende Bevölkerungszahl zu Verarmung von immer mehr Bürgern führte und der Unmut der Bauern wuchs, regelte Wilhelm Heinrich schlussendlich das Vogteirecht neu. Die Vogteien wurden aufgelöst und die Bauern konnten ab sofort frei über ihre Höfe entscheiden und waren aus der grundherrlichen Bindung entlassen. Gleichzeitig entfielen eine Reihe von Abgaben, die Wilhelm Heinrich durch eine Gütersteuer ersetzte. In der Folge prosperierten die Höfe in Bübingen.

Im Zuge der Französischen Revolution hatten sich 1793 französische Truppen ins Winterquartier in Nassau-Saarbrücken begeben. Die vorrückenden preußisch-sächsischen Verbände drängten die Franzosen im September über die Saar zurück und besetzten die Ortschaften auf der rechten Saarseite. Am 29. September 1793 marschierten sie in Bübingen ein. Es folgte ein sechswöchiger Stellungskrieg, bei dem sich die beiden Seiten aus ihren Stellungen heraus beschossen. Die Bevölkerung von Bübingen litt dabei unter Beschlagnahmungen von Lebensmitteln, Wohnhäusern und Geldmitteln. Nachdem sich die preußisch-sächsischen Verbände am 16. November überraschend zurückgezogen hatten, kehrten die französischen Truppen zurück. In der Folge kam es zu Racheakten gegen vermeintliche Verräter. Auch in Bübingen waren die Einwohner in Verfechter der alten Ordnung und Anhänger der Revolution und ihrer Ideen gespalten, wobei die Anhänger der Revolution überwogen. Am 10. Dezember kam es zu einem Prozess gegen den Gerichtsmann Valentin Müller aus Bübingen, den Meier von Güdingen Jakob Lohmeier sowie den Meier von Bübingen Nikel Huppert. Allen dreien wurde vorgeworfen, Anhänger der Französischen Revolution bei den Preußen denunziert und ausgeplündert zu haben. Die drei Angeklagten wurden vom Militärgericht für schuldig befunden und zum Tode verurteilt. Die Hinrichtung sollte binnen 24 Stunden erfolgen. Müller entzog sich der Hinrichtung durch Flucht. Huppert und Lohmeier wurden am 11. Dezember auf dem Schlossplatz in Saarbrücken mit der Guillotine hingerichtet. Es handelte sich dabei um ein fahrbares Modell, das am 11. Dezember zufällig durch Saarbrücken transportiert wurde. Die Hinrichtung erregte über die Landesgrenzen hinaus Aufmerksamkeit, da sie die erste und einzige Hinrichtung mit der Guillotine im Saarland war.

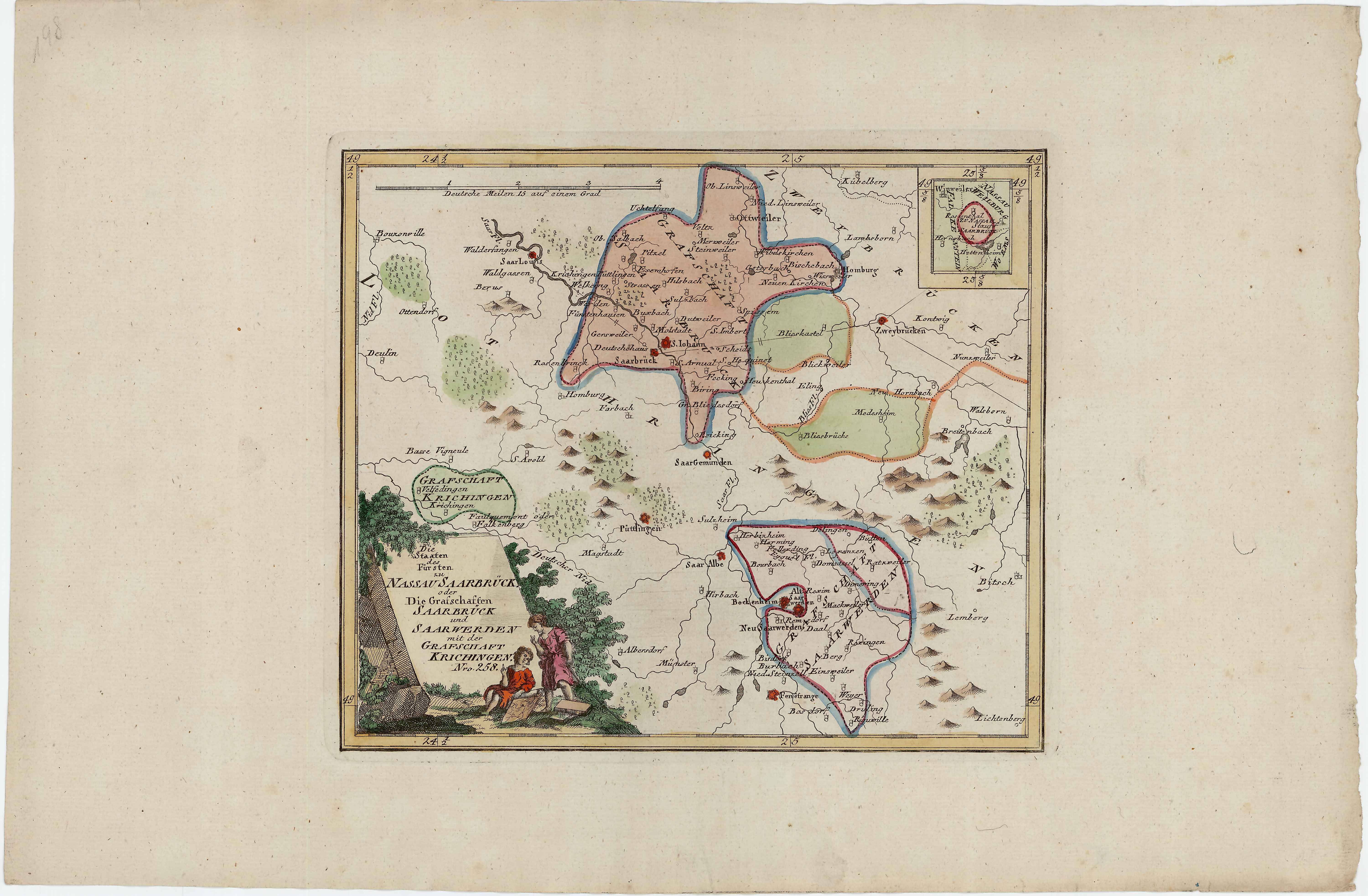
Grafschaften Nassau-Saarbrücken und Saarwerden, 1791. Bübingen ist in der Karte mit Biving bezeichnet (Landesarchiv Saarbrücken, Kartensammlung Hellwig Nr. 615)

Nach dem Frieden von Campo Formio und dem Frieden von Lunéville wurde die Verwaltung der französisch besetzten Gebiete neu geregelt. Ab 1801 gehörte Bübingen zur Marie Sankt Arnual. Ab 1802 dann zur Marie Kleinblittersdorf und ab 1812 wieder zur Marie Sankt Arnual. Die ersten Jahre brachten einen wirtschaftlichen Aufschwung. Zudem wurde die soziale Schieflage zwischen Vermögenden und mittellosen Hintersassen ausgeglichen. 1801 kam es dann zu einem Konflikt zwischen der Präfektur und Bübingen. Die Bübinger hatten von jedem Zugezogenen ein Einzugsgeld erhoben, was auf Anweisung des Unterpräfekten von Saarbrücken rückgängig gemacht werden musste. Da sich die Bübinger fast ein Jahr lang weigerten, das Geld zurückzuzahlen, quartierte der Unterpräfekt 1801 Militär auf Kosten der Gemeinde in Bübingen ein, das bis zur Durchsetzung seiner Forderung dort stationiert blieb. 1813 war die Kriegskasse des französischen Staats derart leer, dass beschlossen wurde, die Gemeindegüter zu versteigern. Bübingen wurde am 6. August 1813 für 5800 Francs an den Saarbrücker Ludwig Hild versteigert. Der Verkauf wurde aber nie vollzogen, sondern 1814 wieder rückgängig gemacht. Nach dem Ersten Pariser Frieden vom 31. Mai 1814 blieb Bübingen noch bis zum Zweiten Pariser Frieden französisch. Ab dem 30. November 1815 gehörte es dann zu Preußen. Bübingen gehörte nun zur Bürgermeisterei Sankt Arnual und zum Regierungsbezirk Trier. Im Bürgermeisterrat von Sankt Arnual standen Bübingen zwei Sitze zu. Einen Sitz hatte automatisch der Ortsvorsteher von Bübingen inne. Der zweite Sitz wurde von einem anderen Mitglied des Gemeinderates besetzt, im Falle eines katholischen Gemeindevorstehers von einem evangelischen Mitglied und umgekehrt. Aussagen darüber, ob und welche Auswirkungen die Hungersnot 1815/16 sowie die allgemeine Verarmung in den Jahren bis 1847 in Bübingen hatten, lassen sich nicht treffen. Auch über die Beteiligung von Bübingen an der Deutschen Revolution schweigen die Quellen. Hier ist nur bekannt, dass Gemeindemitglieder aus Bübingen an einem Treffen zur Vorbereitung der Wahl der Frankfurter Nationalversammlung in der Saarbrücker Ludwigskirche teilnahmen. Aus Bübingen nahmen 14 Männer auf preußischer Seite am Deutschen Krieg im Jahre 1866 teil. Im letzten Drittel des 19. Jahrhunderts kam es in Bübingen in Folge der Industrialisierung zu einem wirtschaftlichen Aufschwung. Bübingen profitierte hierbei von seinen reichen Sand- und Kalksteinvorkommen. Bereits seit dem Jahr 1871 versuchten die Bübinger mit verschiedenen Eingaben die Loslösung aus der Bürgermeisterei Sankt Arnual und die Angliederung an die Bürgermeisterei Bischmisheim zu erreichen. Erst über 20 Jahre später wurde dann am 9. Dezember 1896 die Angliederung von Bübingen an die Bürgermeisterei Bischmisheim vollzogen.

### 20. Jahrhundert

#### 1900 bis 1934
Bis zum Ersten Weltkrieg hatte sich die Bevölkerung von Bübingen mehr als verdoppelt. Die wirtschaftliche Lage der Einwohner verbesserte sich zunehmend. Die Zahl der in der Landwirtschaft Beschäftigten nahm immer mehr ab und die Zahl der Industriearbeiter stieg in dieser Zeit an. Neben den örtlichen Industrien, wie dem Kalksteinwerk, waren viele Einwohner in der Halbergerhütte beschäftigt. Nachdem die Eisenbahn bereits im Jahr 1900 eine Güterverladestelle in Bübingen eingerichtet hatte, kaufte die Gemeinde im Jahr 1914 Grundstücke zwischen der Saar und der Eisenbahnlinie auf und richtete dort ein erstes Industriegebiet ein, um die Ansiedelung weiterer Industriebetriebe zu ermöglichen. Die Kosten beliefen sich dabei auf 38.800 Mark.
Auch vom Ersten Weltkrieg war Bübingen betroffen. Ab 1915 verstärkte sich der Luftkrieg zwischen den Kriegsparteien und es kam zu Bombardierungen. Zum Schutz der saarländischen Industrien wurden auf Veranlassung des stellvertretenden Generalkommandos verstärkt Luftabwehrformationen aufgestellt. Ab 1916 war auch Bübingen ein Standort einer solchen Luftabwehrformation. 1918 war Bübingen der Standort des O. Flak Zg. 136 (ortsgebundener Flakzug 136). Die Jahre nach dem Ersten Weltkrieg bis 1935 sind von weiterem wirtschaftlichen Aufschwung geprägt.
| Wahljahr | Nationalliberale | Zentrum | Sozialdemokraten |
| -------- | ---------------- | ------- | ---------------- |
| 1903     | 62,7 %           | 34,5 %  | 2,8 %            |
| 1907     | 59,3 %           | 36,5 %  | 4,2 %            |

#### 1935 bis 1945
Am 13. Januar 1935 fand die Saarabstimmung über den sogenannten Status quo statt, nach der das Saarland an das Deutsche Reich angegliedert wurde. Dabei stimmten 89,0 % der Einwohner der Bürgermeisterei Bischmisheim für den Anschluss an das Deutsche Reich, 0,4 % für den Anschluss an Frankreich und 10,6 % für die Beibehaltung des Status quo.
In der Saargemünder Straße, Höhe Einmündung zur Bachstraße, wurde von Anhänger der Wiederangliederung an Deutschland ein aus Sandstein gehauener Grabstein für den Status quo errichtet. Seine Inschrift lautete:
HIER RUHT

STATUS QUO

* 28.6.19

† 13.1.35

VERFLUCHT SEI

DIE STUNDE

DIE IHN GEBAR

U. DIE IHM

HULDIGTEN
Im Jahr 1935 wurde die Bürgermeisterei Bischmisheim, die ihren Verwaltungssitz in Brebach hatte, zuerst in Amt Bischmisheim und 1936 dann in Amt Brebach umbenannt. Bübingen gehörte noch bis zur Angliederung an Saarbrücken im Jahr 1974 zu diesem Amt. Bei Kriegsbeginn 1939 lag Bübingen in der Roten Zone. Damit wurden auch die Einwohner von Bübingen im September des Jahres evakuiert. Nachdem es im September zu Kämpfen zwischen deutschen und französischen Truppen auf dem Birnberg gekommen war und die deutschen Truppen sich zurückgezogen hatten, wurde Bübingen bis zum 17. Oktober 1939 kurzfristig von französischen Truppen besetzt. Im Sommer 1940 konnten die Bübinger bereits aus der Evakuierung zurückkehren. Das Reichskommissariat der Saar-Pfalz unter Josef Bürckel hatte bereits vor der Rückkehr der Evakuierten viele Orte der Roten Zone zu sogenannten Neuordnungsgemeinden erklärt. Diese sollten nach nationalsozialistischen Gesichtspunkten umgestaltet werden. Dazu wurden Häuser mit Kriegsschäden, aber auch Häuser von Evakuierten, abgerissen und durch Neubauten ersetzt. Auch Bübingen gehörte zu den Neuordnungsgemeinden. Neben einigen Wohnhäusern, die durch Neubauten ersetzt wurden, wurde in diesem Zuge auch der Kirchturm der katholischen Kirche zurückgebaut.
Während der Zeit des Nationalsozialismus existierten in Bübingen zwei Zwangsarbeiterlager. Ein Zwangsarbeiterlager für französische und ukrainische Zwangsarbeiter war 1941 von der Reichsbahn auf dem ehemaligen Sportplatz in der Saargemünder Straße eingerichtet worden. Das zweite hatte die Firma Grün Holzgroßhandel 1942 auf ihrem Gelände im Industriegebiet errichtet. Dort waren Zwangsarbeiterinnen aus der Ukraine untergebracht. Beide wurden 1944 aufgelöst. Am 7. Juli 1942 wurde Bübingen von einem Luftangriff der Alliierten getroffen. Dabei wurden viele Gebäude in der Ortsmitte von Bübingen zerstört oder schwer beschädigt. Insgesamt gab es unter den Bübinger Einwohnern 11 Tote. Im Oktober 1944 wurden die Einwohner von Bübingen erneut evakuiert. Am 24. Februar 1945 wurde Bübingen durch amerikanische Truppen besetzt. Allerdings gab es noch bis zum 5. März schwere Kämpfe im Gebiet des Kalksteinbruchs auf dem Birzberg. Dort hatten sich deutsche Truppen eingegraben und leisteten erheblichen Widerstand.

#### 1945 bis heute
Die ersten Jahre nach dem Krieg waren in Bübingen von Wohnungsnot und Wiederaufbau geprägt. Das Kalkwerk, als eine der wichtigsten Industrien, war nicht betriebsfähig, da sowohl die Seilbahn als auch die Ringöfen beschädigt waren. Die Schornsteine hatten die amerikanischen Truppen im März 1945 gesprengt. Fast 60 % der Wohnhäuser in Bübingen waren zerstört. Damit stand zuerst die schnelle Schaffung von Ersatzwohnraum im Vordergrund. So wurden bereits 1955 erste Mehrfamilienhäuser errichtet. Am 23. Oktober 1955 kam es dann zur Abstimmung über das Saarstatut. Mit großer Mehrheit entschieden sich bei dieser Abstimmung die Saarländer für die Angliederung an die Bundesrepublik Deutschland. In Bübingen stimmten 37,9 % der Einwohner für das Saarstatut und 62,1 % dagegen und damit für den Anschluss an Deutschland.

Stadtbezirke von Saarbrücken. In Rot der Stadtbezirk Halberg mit Bübingen

In den folgenden Jahren änderte sich die Einwohnerstruktur in Bübingen. Die Landwirtschaft ging immer weiter zurück und die Einwohner suchten und fanden Arbeit bei den sich in Bübingen ansiedelnden Industriebetrieben und vor allem in der Landeshauptstadt Saarbrücken und ihrer Umgebung. Durch den Rückgang der Landwirtschaft lagen zudem nun immer mehr Flächen brach. Vor allen Dingen die Hanglagen und der Bübinger Berg boten sich hier für die Schaffung neuer Wohngebiete an. Hinzu kam, dass die steigende Mobilität durch die fortschreitende Automobilisierung den Wunsch vieler Menschen nach Wohnen im Grünen förderte. So wurden in den folgenden Jahren mehrere neue Wohngebiete geschaffen. Dies hatte zur Folge, dass die Einwohnerzahl in den nächsten Jahrzehnten immer mehr anstieg. Die letzten großen Neubaugebiete wurden 1999 mit den Neubaugebieten Adlerring und Forstberg, in einer ehemaligen Sandgrube und im Jahr 2013 mit dem 80.000 m² großen Wohngebiet Altes Kalkwerk, das sich auf dem Gelände des ehemaligen Kalkwerks befindet, erschlossen.
Bereits Ende der 1960er Jahre wurden erste Pläne einer Gebiets- und Verwaltungsreform im Saarland erstellt und 1970 konkretisiert. Insbesondere Saarbrücken sollte, um seine Wettbewerbsfähigkeit mit anderen Metropolen erhalten zu können, durch zahlreiche Eingemeindungen gestärkt werden. Auch die acht Gemeinden des Amt Brebach sollten demnach als Stadtteile an Saarbrücken angeschlossen werden. Dagegen setzten sich alle acht Gemeinden zur Wehr. Auch im Bübinger Gemeinderat wurde das Vorhaben abgelehnt. Nach Einholung externer Gutachten präferierte man den Zusammenschluss der Gemeinden des Amtes Brebach zu einer Gemeinde oder, falls dies nicht erfolgte, den Anschluss von Bübingen an Kleinblittersdorf. Alle Bemühungen diesbezüglich führten nicht zum Ziel. Am 31. Januar 1973 fand die letzte Sitzung des Gemeinderates in Bübingen statt. Am 1. Januar 1974 erfolgte die Eingemeindung von Bübingen. Fortan war Bübingen ein Stadtteil der Landeshauptstadt. Die 1974 eingeführten Ortsräte wurden 1979 wieder abgeschafft. Es wurden nun Stadtbezirke geschaffen. Bübingen gehört seit 1979 zum Stadtbezirk Halberg, der sich aus denselben Gemeinden wie das ursprüngliche Amt Brebach zusammensetzt. Bübingen entsendet zwei Mitglieder in den Bezirksrat.

### Kirchengemeinden
Bereits im 16. Jahrhundert kam es zu Spannungen zwischen der katholischen und der evangelischen Kirchengemeinde, als die ursprünglich den Katholiken gehörende Kirche im Jahr 1575 den Protestanten übertragen wurde. Von 1684 bis ins Jahr 1929 wurde die evangelische Kirche von beiden Konfessionen als Simultankirche genutzt. Auch dies führte immer wieder zu Spannungen zwischen den katholischen und evangelischen Einwohner über die Nutzungsrechte an dem Gotteshaus. Dabei ging es darum, dass aus Sicht der Protestanten die Katholiken lediglich ein Nutzungsrecht am Kirchweih-Montag und bei Casual-Fällen hätten. Im letzten Drittel des 19. Jahrhunderts eskalierte der Streit dann im sogenannten Bübinger Kirchenstreit. Beispielhaft hierfür sind zwei Vorfälle aus den Jahren 1888 und 1890. Nachdem die Protestanten die Schlösser an der Kirche ausgetauscht und damit die Katholiken aus der Kirche ausgesperrt hatten, gelang es diesen sich am 1. Advent mit Nachschlüsseln Zugang zur Kirche zu verschaffen. Dort hielten die katholischen Frauen dann stundenlang Rosenkranzgebete ab und verhinderten so eine Nutzung durch die Protestanten. Die Länge der Rosenkranzgebete und auch das ständige Kommen und Gehen der Teilnehmer lassen vermuten, dass die Katholiken hier gezielt ein Ewiges Gebet veranstalteten. 1890 verweigerten die Protestanten dann, bei der Beerdigung einer katholischen Frau, die Herausgabe der in der Kirche verwahrten Totenbahre, des Totenkleides, des Vortragskreuzes und des Weihwasserkessels. Zudem wurde dem katholischen Geistlichen der Zutritt verwehrt, sodass sich dieser auf der Straße umziehen musste. Nach Klagen vor dem Saarbrücker Landgericht und dem Königlich Preußischen Oberlandesgericht Köln, wurde am 5. Mai 1896 der Rechtsstreit letztinstanzlich durch das Urteil des Reichsgerichts Leipzig offiziell beendet. Das Gericht bestätigte, auch unter Berufung auf die Regelungen des Friedens von Rijswijk und die Chamoische Liste, in der auch Bübingen aufgeführt war, dass sowohl die katholische als auch die evangelische Kirchengemeinde das gleiche Nutzungsrecht an der Kirche innehätten. Trotzdem kamen die beiden Kirchengemeinde nicht zur Ruhe und es kam immer wieder zu Streitigkeiten. Erst mit dem Neubau einer eigenen katholischen Kirche, mit deren Bau 1925 begonnen wurde und die 1927 fertiggestellt wurde, entspannte sich die Situation. Offiziell wurde das Simultaneum dann am 31. Dezember 1928 durch das Generalvikariat Trier aufgehoben.

### Friedhöfe

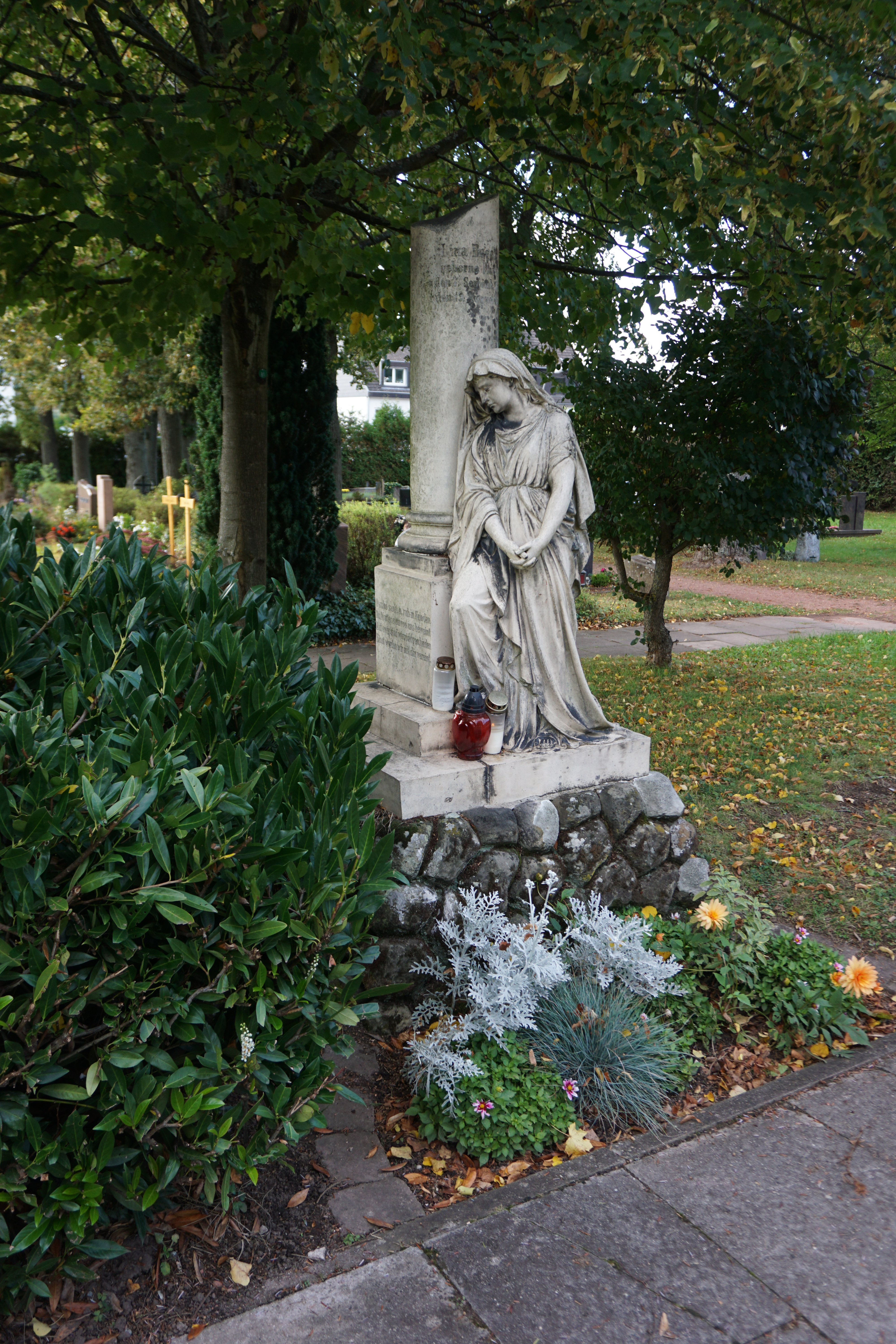
Bübinger Friedhof

Der ursprüngliche und erste Friedhof lag innerhalb des ummauerten Kirchhofes der alten Kirche. Er wurde sowohl von den im Ort ansässige Katholiken als auch von den Protestanten genutzt. Die beiden Konfessionen hatten jeweils einen eigenen Bereich, indem sie ihre Verstorbenen beisetzten. Ab dem 19. Jahrhundert ging man in Deutschland dazu über, die Friedhöfe von den Kirchen nach außerhalb der Ortschaften zu verlegen. Ausschlaggebend waren hier hygienische Bedenken, aber auch praktische Überlegungen. In dieser Zeit nahm die Bevölkerung in den Ortschaften zu und die Kirchhöfe stießen an ihre Kapazitätsgrenzen. Bereits 1831 gab es Überlegungen, den Friedhof in Bübingen zu verlegen, was aber an der Finanzierung scheiterte. Zudem entschied der Landrat, dass der vorhandene Friedhof noch ausreichende Kapazitäten für die nächsten 20 Jahre hätte. 1860 wurde dann ein neuer Friedhof außerhalb des Dorfes angelegt. Er war Eigentum der Zivilgemeinde Bübingen, die die Kosten übernommen hatte. Die am 30. Oktober 1860 vorgelegte Friedhofsordnung legte in § 1 fest, dass der Friedhof für alle Begräbnisse von Bübinger Bürgern ungeachtet der Konfession und Religion als Begräbnisplatz dienen solle und in § 2, dass es keine gesonderten Bereiche für Begräbnisse der jeweiligen Konfession gab, sondern die Bestattungen in der Reihenfolge ihrer Anmeldung nebeneinander erfolgen sollten. Diese Regelung führte wiederum zum Streit zwischen Protestanten und Katholiken. Während die Katholiken auf einer Trennung zwischen den beiden Konfessionen bestanden, wollten die Protestanten die Bestattungen so durchführen, wie es die Friedhofsordnung vorsah. Der katholische Pfarrer wies dabei insbesondere darauf hin, dass ohne eine Aufteilung eine Einsegnung der Begräbnisstätte nicht möglich sei. Der bis 1865 andauernde Streit beschäftigte dabei verschiedene Behörden vom Landrat über die Regierung in Trier bis zum Innenministerium in Berlin. Dabei wehrte sich auch der Gemeinderat immer wieder gegen eine Aufteilung des Friedhofes und eine Änderung der Friedhofsordnung. 1865 kam es dann zu einem Ortstermin, an dem die beiden Geistlichen, der Landrat, der Bürgermeister und Regierungsrat Linz aus Trier teilnahmen. Da zwischenzeitlich Begräbnisse sowohl nach der Friedhofsordnung als auch getrennt nach Konfessionen stattgefunden hatten und eine Aufteilung des Friedhofes nach Konfessionen deren Umbettung, die mit nicht unerheblichen Kosten verbunden gewesen wäre, nach sich gezogen hätte, kam man überein, dass eine Aufteilung nach Konfessionen nicht durchgeführt werden solle. Der katholische Pfarrer erhielt vom Trierer Bischofs die Erlaubnis, die Gräber einzeln einzusegnen. Am 9. Juni 1866 teilte daraufhin das Innenministerium in Berlin mit, dass die Friedhofsordnung aus dem Jahr 1860 nicht geändert werde. Im Jahr 1904 wurde der Friedhof erweitert und 1908 mit einem Mauer umfriedet.

### Schule

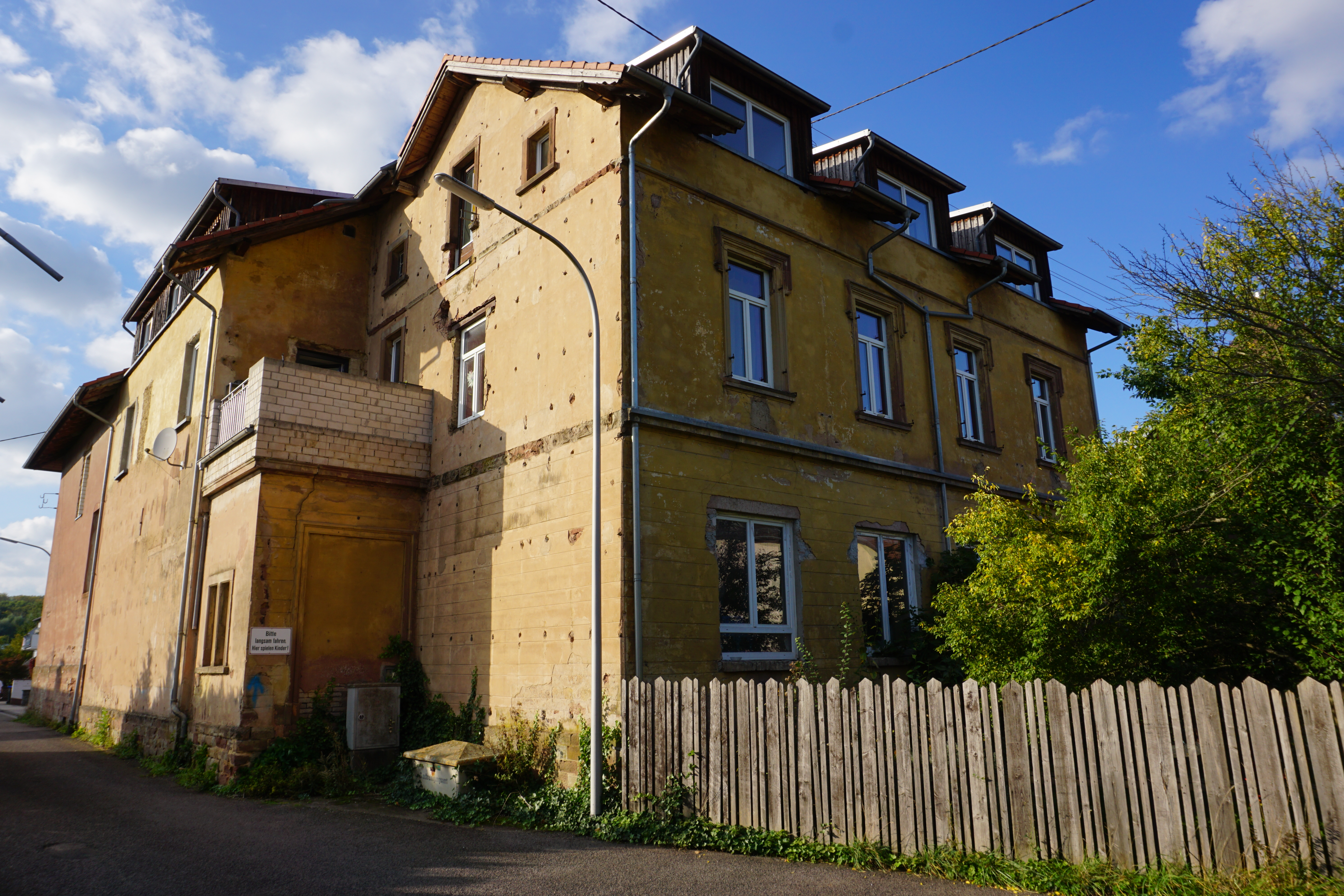
Die im Jahr 1873 errichtet Schule

Vor 1873 mussten die Bübinger Schüler die Schulen in den benachbarten Gemeinden Kleinblittersdorf und Güdingen besuchen, was den Schulbesuch, insbesondere während der Wintermonate, erschwerte. 1873 wurde dann an der Ecke Saargemünder Straße und heutige Alte Schulstraße ein Schulgebäude errichtet und im Wechsel als Konfessionsschule und Gemeinschaftsschule betrieben, an der sowohl ein katholischer als auch ein evangelischer Lehrer angestellt war. Diese wurde mehrfach erweitert und bis in das Jahr 1961 genutzt. Auch innerhalb dieser Schule kam es immer wieder zu Spannungen zwischen den Katholiken und Protestanten. Nach dem Zweiten Weltkrieg eskalierten die Probleme derart, dass zeitweise im Gemeinderat darüber nachgedacht wurde, die Schüler der beiden Konfessionen auf dem Pausenhof und auf den sanitären Anlagen durch einen Zaun voneinander zu trennen. 1961 wurde dann am Ellerbrunnen auf dem Bübinger Berg ein neu erbautes Schulhaus eingeweiht.

### Mühlen

Mühlenweg und die 1765 errichtete Mühle im Jahr 1953

Mühlen gab es in Bübingen ab dem Mittelalter. Bereits im Jahr 1449 wird in Bübingen erstmals eine Mühle in einer Urkunde genannt. Aus Gerichtsakten geht hervor, dass diese Mühle auch noch im 16. Jahrhundert als Getreidemühle genutzt wurde. Diese Mühle wird noch im Renovaturbericht von 1691 erwähnt, auch wenn sie als solche nicht mehr genutzt wurde. Eine weitere Mühle wurde 1628 vom Bübinger Fladen Nickel errichtet. Aus Unterlagen aus dem Jahr 1624 geht hervor, dass er schon vor 1628 eine Mühle betrieben hatte. Diese Mühle wurde vermutlich während des Dreißigjährigen Krieges um 1635 zerstört. Im Bericht von 1691 findet sie keinerlei Erwähnung. Eine weitere Mühle wurde dann im Jahr 1728 errichtet. Sie wurde an der gleichen Stelle wie die Mühle von 1628 errichtet, von der zu dieser Zeit noch Reste standen. Ob die Mühle tatsächlich in Betrieb war und wenn wie lange, lässt sich anhand der Quellen nicht belegen. Auf jeden Fall hatte sie noch vor 1756 den Betrieb eingestellt, da zu diesem Zeitpunkt in Bübingen nur noch eine verfallene Mühle erwähnt wird, die zu diesem Zeitpunkt nicht mehr in Betrieb war.
Im Jahr 1765 wurde eine neue Mühle, etwas unterhalb des Standortes der alten Mühle, Im Ellerwald (später Mühlenweg) errichtet. Sie wurde als Mahl und Sägemühle genutzt. Im Laufe der nächsten Jahrzehnte wechselte die Mühle mehrfach den Besitzer. Im Jahr 1874 wurde sie dann zu einer Gipsmühle umgebaut. Im selben Jahr erhielt die Mühle als erster Betrieb in Bübingen eine Dampfmaschine. Unterhalb der Mühle hatte der Besitzer einen Gipsbrennofen eingerichtet. Nachdem die Gipsvorkommen auf dem Bübinger Bann erschöpft waren, wurde der Gips von außerhalb Bübingens bezogen. 1905 wurde dann der Betrieb als Gipsmühle eingestellt. Nach 1905 wurde die Mühle als wasserbetriebene Schrottmühle für Viehfutter genutzt. Während des Zweiten Weltkrieges wurde sie beschädigt. Im Jahr 1950 der Mühlenbetrieb vollständig eingestellt. Danach diente die Mühle, deren Besitzer schon seit dem 18. Jahrhundert auch eine Landwirtschaft betrieben, als Bauernhof.

### Weitere Ereignisse aus der Bübinger Geschichte

#### Mord an Michel Nickel im Jahr 1556
Im Jahr 1556 kam es auf einem Feld zum Streit zwischen dem Sohn von Primus Strobutz mit Namen Michel und einem Jungen namens Hans, der von Barth Nickel aufgenommen war. Dabei ging es darum, wer mehr "Bind zu Spinnseln" gemacht habe. Der Streit eskalierte und Hans erschlug Michel mit einer Heppe. Die Leiche, die er versteckt hatte, wurde drei Tage später gefunden. Nachdem der Junge gefasst worden war, wurde er von den Herren von Kriechingen 10 Wochen im Püttlinger Gefängnis eingekerkert. Anschließend wurde er nach Saarbrücken überführt und dort für weitere 12 Wochen von den Herren von Nassau-Saarbrücken eingekerkert. Dann verständigten sich die beiden Gemeinherren darauf, den Jungen freizulassen. Er erhielt neue Kleidung und wurde nach Bübingen gebracht. Dort musste er Urfehde schwören und wurde vom Bübinger Bann verwiesen.

#### Hexenprozess von 1617
Eine der im Bliesransbacher Hexenprozess von 1580 angeklagten Frauen war nach ihrem Freispruch nach Bübingen gezogen und hatte dort den Bübinger Kloster Hans geheiratet. In Bübingen wurde sie aber immer wieder wegen ihrer Vergangenheit angegangen, insbesondere von dem Meier Chun. Am Gerichtstag 1617 verklagte der Ehemann nun Meier Chun, weil er seine Frau Katharina, genannt Kloster Kett, wiederholt als Hexe bezeichnet hatte. Der Versuch des Gerichtes, den Vorgang als übliche Beleidigung zu behandeln, wurde vom Ehemann abgelehnt. Wohl auch, weil durch die anhaltenden Vorwürfe die Heirat seiner Tochter abgesagt worden war, für die er bereits 30 Gulden bezahlt hatte. So kam es zu einem Prozess, in dem 11 Zeugen aus Bübingen und aus Bliesransbach gehört wurden. Manche Zeugen vermuteten, dass Kloster Kett nur wegen ihrer Schwangerschaft freigesprochen worden sei. Der Anwalt von Kloster Kett argumentierte dagegen, dass seine Mandantin unschuldig sei und forderte unter anderem 1000 Gulden Schadensersatz vom Beklagten. Zudem solle er seine Anschuldigungen widerrufen. Der Ausgang des Prozesses ist nicht bekannt.

#### Forstfrevel von 1840
Am 15. Mai 1840 wurden 6 Einwohner von Bübingen vom Förster angezeigt, da sie unerlaubterweise Vieh auch einer Schonung im Flur Meerwald weiden gelassen hatten. Nachdem sich bereits einer der Beschuldigten am 1. Juli des Jahres vor dem Friedensgericht verantworten musste, wurde der Bürgermeister von Sankt Arnual aktiv. Er informierte den Landrat darüber, dass aufgrund von Futtermangel im Mai die Beweidung freigegeben worden war und dies durch den Oberförster ebenfalls genehmigt worden war. Warum der Förster trotzdem Anzeige erstattete, ist nicht bekannt.

#### Tödlicher Verkehrsunfall 1958
Am 3. Mai kam es zu einem schweren Unfall auf der Saargemünder Straße, bei dem der 13-jährige Manfred Winkler getötet wurde. Winkler hatte als Spieler an einem Fußballspiel auf dem, an der Saargemünder Straße liegenden Sportplatz teilgenommen. Als der Ball auf die Straße flog, wollte Winkler diesen wieder einsammeln. Dabei wurde er von einem Fahrzeug erfasst und tödlich verletzt. Bereits 1935 hatte der Bübinger Ortsvorsteher den Bürgermeister von Brebach auf mögliche Gefahren hingewiesen, da der Sportplatz zur Straße hin offen sei. Seine Anregung entweder einen Zaun auf der Straßenseite zu errichten oder den Sportplatz ganz zu verlegen wurden aber nicht aufgegriffen. Erst jetzt wurde der Sportplatz gesperrt und die Nutzung untersagt. 1961 wurde dann der neue Sportplatz auf dem Flur Meerwald eingeweiht. Der ehemalige Sportplatz wurde zu einem Neubaugebiet.

#### Mord an dem Ehepaar Schüler 1975
Am 22. September wurde das Ehepaar Schüler tot in seinem Haus auf dem Bübinger Berg aufgefunden. Beide waren ermordet worden. Der aus Bübingen stammende Täter wurde 1977 zu lebenslanger Haft verurteilt.

#### Galles Ziegen
Der aus Kalabrien stammende Bübinger "Galle" hielt in den 1970er Jahren mitten im Ort, auf seinem Anwesen in der Querstraße, eine bis zu 90 Tieren starke Ziegenherde. Diese trieb er über die Ortsstraßen zu den Weidewiesen. Immer wieder beschwerten sich direkte Anwohner in der Querstraße über den Gestank und Anlieger der Straßen, durch die die Ziegenherde getrieben wurde, über die Verschmutzung von Straßen und Gehwegen mit dem Kot der Ziegen. Zudem kam es durch die Größe der Herde immer wieder zu Verkehrsbehinderungen und schlussendlich zu einem Verkehrsunfall. Im Juli 1976 gab "Galle" seine Ziegenzucht auf und versendete die Herde mit der Bahn von Brebach aus nach Kalabrien.

### Entwicklung der Einwohnerzahlen
Zahlen 1633 bis 1800 nach Karbach. Zahlen für die Jahre 1802 bis 1927 nach Laufer. Zahlen 1935 bis 1983 laut Statistischen Landesamtes Saarbrücken. Zahlen von 1986 bis 2013 laut Amtes für Entwicklungsplanung, Statistik und Wahlen der Landeshauptstadt Saarbrücken. Die Einwohnerzahlen des Zeitraumes 2015 bis 2021 stammen aus den Veröffentlichungen der Landeshauptstadt Saarbrücken Stat.Info.
| Jahr | Einwohner | Männlich | Weiblich |
| ---- | --------- | -------- | -------- |
| 1633 | 130 – 150 |          |          |
| 1691 | 50 – 70   |          |          |
| 1734 | 130 – 150 |          |          |
| 1741 | 140 – 160 |          |          |
| 1756 | 170 – 200 |          |          |
| 1762 | 190 – 220 |          |          |
| 1800 | 210 – 250 |          |          |
| 1802 | 170       |          |          |
| 1809 | 212       |          |          |
| 1832 | 284       |          |          |
| 1843 | 312       | 148      | 164      |
| 1852 | 319       | 165      | 154      |
| 1861 | 339       |          |          |
| 1867 | 423       | 209      | 214      |
| 1871 | 423       | 212      | 211      |
| 1875 | 432       | 213      | 219      |
| 1880 | 425       | 209      | 216      |
| 1885 | 440       | 228      | 212      |
| 1890 | 573       | 297      | 276      |

| Jahr | Einwohner | Männlich | Weiblich |
| ---- | --------- | -------- | -------- |
| 1895 | 647       | 339      | 308      |
| 1900 | 755       | 403      | 352      |
| 1905 | 988       | 560      | 428      |
| 1910 | 1010      | 557      | 453      |
| 1916 | 872       | 405      | 467      |
| 1922 | 1017      | 515      | 502      |
| 1927 | 1218      | 655      | 563      |
| 1935 | 1316      |          |          |
| 1939 | 1503      |          |          |
| 1946 | 1357      |          |          |
| 1951 | 1648      |          |          |
| 1961 | 2236      |          |          |
| 1970 | 2555      |          |          |
| 1972 | 2745      |          |          |
| 1974 | 2849      |          |          |
| 1976 | 2999      | 1465     | 1534     |
| 1978 | 3133      | 1530     | 1603     |
| 1980 | 3152      |          |          |
| 1982 | 3210      |          |          |

| Jahr | Einwohner | Männlich | Weiblich |
| ---- | --------- | -------- | -------- |
| 1983 | 3234      |          |          |
| 1986 | 3406      | 1673     | 1733     |
| 1990 | 3382      | 1645     | 1737     |
| 1994 | 3439      | 1659     | 1780     |
| 1998 | 3338      | 1599     | 1739     |
| 2000 | 3372      | 1605     | 1767     |
| 2003 | 3412      | 1622     | 1790     |
| 2006 | 3347      | 1596     | 1751     |
| 2009 | 3309      | 1578     | 1731     |
| 2011 | 3302      | 1585     | 1717     |
| 2013 | 3277      | 1569     | 1708     |
| 2015 | 3317      | 1597     | 1720     |
| 2017 | 3467      | 1686     | 1781     |
| 2018 | 3524      | 1707     | 1807     |
| 2019 | 3556      | 1722     | 1829     |
| 2020 | 3588      | 1740     | 1848     |
| 2021 | 3582      | 1738     | 1844     |

## Politik

### Wappen
| Wappen von Dörentrup | Blasonierung Mittig ein weißer Festungsturm, auf acht Querstreifen in den Farben Rot und Gold. Beschreibung Das Wappen der ehemals eigenständigen Gemeinde Bübingen wurde in den 1960er Jahren vom Bübinger Heimatforscher August Diesinger-Huber entworfen. Bei dem in der Mitte des Wappens dargestellte Turm handelt es sich um den heutigen Kirchturm der Evangelische Kirche Bübingen. Der Turm bestand bereits im 12. Jahrhundert und wurde später um eine Kapelle erweitert. Die acht roten und goldenen Querstreifen symbolisieren die acht Häuser, die zwischen 1200 und 1700 Anteile an der Gemeinde besaßen. Dies waren der Kurfürst von Trier, der Freiherr von Kerpen, die Herren von Nassau-Saarbrücken, von Kriechingen, von Warsburg, von Müllenbach, von Ettendorf und von Rodborn. Das Wappen wurde im Oktober 1966 offiziell durch die Landesregierung an die Gemeinde Bübingen verliehen und zugleich das Recht erteilt, die Farben Rot und Gold als Gemeindefarben zu nutzen. |

### Wahlergebnisse Wahlbezirk Bübingen
| Wahljahr | CDU    | SPD    | Grüne  | FDP    | Die Linke | AFD   | Sonstige |
| -------- | ------ | ------ | ------ | ------ | --------- | ----- | -------- |
| 2009     | 39,5 % | 22,0 % | 10,8 % | 12,8 % | 10,6 %    |       | 4,4 %    |
| 2014     | 43,9 % | 24,9 % | 9,6 %  | 5,3 %  | 7,0 %     | 4,9 % | 4,6 %    |
| 2019     | 37 %   | 21,1 % | 17,7 % | 7,0 %  | 6,2 %     | 6,3 % | 4,7 %    |

Quelle: Landeshauptstadt Saarbrücken Wahlergebnisse Stadtratswahlen
| Wahljahr | CDU    | SPD    | Die Grünen | FDP   | Linke |
| -------- | ------ | ------ | ---------- | ----- | ----- |
| 2014     | 49,7 % | 26,5 % | 9,9 %      | 5,4 % | 7,3 % |
| 2019     | 47,1 % | 18,8 % | 16,8 %     | 8,1 % | 7,2 % |

Quelle: Landeshauptstadt Saarbrücken Wahlergebnisse Bezirksratswahlen
| Wahljahr | CDU     | SPD     | Grüne  | FDP    | Die Linke | AFD    | Piraten | Sonstige |
| -------- | ------- | ------- | ------ | ------ | --------- | ------ | ------- | -------- |
| 2009     | 40,8 %  | 19,3 %  | 7,9 %  | 13,2 % | 15,6 %    |        |         | 3,2 %    |
| 2012     | 43,1 %  | 23,9 %  | 8,9 %  | 2,5 %  | 12,5 %    |        | 6,2 %   | 5,3 %    |
| 2017     | 47,3 %  | 21,7 %  | 6,1 %  | 6,6 %  | 10,7 %    | 4,9 %  |         | 2,7 %    |
| 2022     | 33,19 % | 36,70 % | 7,68 % | 8,15 % | 2,14 %    | 4,50 % |         | 7,64 %   |
| 1.       |         |         |        |        |           |        |         |          |

Quelle: Landeshauptstadt Saarbrücken Wahlergebnisse Landtagswahlen
| Wahljahr | CDU         | CDU          | SPD         | SPD          | Grüne       | Grüne        | FDP         | FDP          | Die Linke   | Die Linke    | AFD         | AFD          | Sonstige    | Sonstige     |
| -------- | ----------- | ------------ | ----------- | ------------ | ----------- | ------------ | ----------- | ------------ | ----------- | ------------ | ----------- | ------------ | ----------- | ------------ |
|          | Erststimmen | Zweitstimmen | Erststimmen | Zweitstimmen | Erststimmen | Zweitstimmen | Erststimmen | Zweitstimmen | Erststimmen | Zweitstimmen | Erststimmen | Zweitstimmen | Erststimmen | Zweitstimmen |
| 2013     | 49,8 %      | 43,6 %       | 27,3 %      | 25,0 %       | 6,2 %       | 7,5 %        | 2,6 %       | 7,8 %        | 7,1 %       | 6,6 %        | 4,1 %       | 4,9 %        | 2,9 %       | 4,5 %        |
| 2017     | 42,1 %      | 37,3 %       | 26,5 %      | 21,2 %       | 6,1 %       | 7,5 %        | 8,3 %       | 12,6 %       | 8,0 %       | 10,1 %       | 7,1 %       | 8,2 %        | 1,8 %       | 3,1 %        |
| 2021     | 34,71 %     | 28,22 %      | 29,99 %     | 32,60 %      | 7,42 %      | 0 %          | 11,97 %     | 17,14 %      | 4,12 %      | 6,27 %       | 6,44 %      | 6,40 %       | 5,36 %      | 5,84 %       |
| 1.       |             |              |             |              |             |              |             |              |             |              |             |              |             |              |

Quelle: Landeshauptstadt Saarbrücken Wahlergebnisse Bundestagswahlen

## Kultur und Sehenswürdigkeiten

### Vereine
Das Vereinsleben umfasst heute den Fußballverein SV 19 Bübingen e. V., den Lauf- und Walking-Verein Run 4 Fun Bübingen e. V., den Turnverein Bübingen 1901 e. V., den Reiterverein TG Bübinger Hof e. V., den Karnevalsverein Die Holzäppel, den Hundesportverein SV Ortsgruppe Bübingen e. V. im Verein für Deutsche Schäferhunde (SV) e. V., den Tennisclub TC Bübingen e. V. sowie den Kulturverein Bübingen e. V.

### Evangelische Kirche

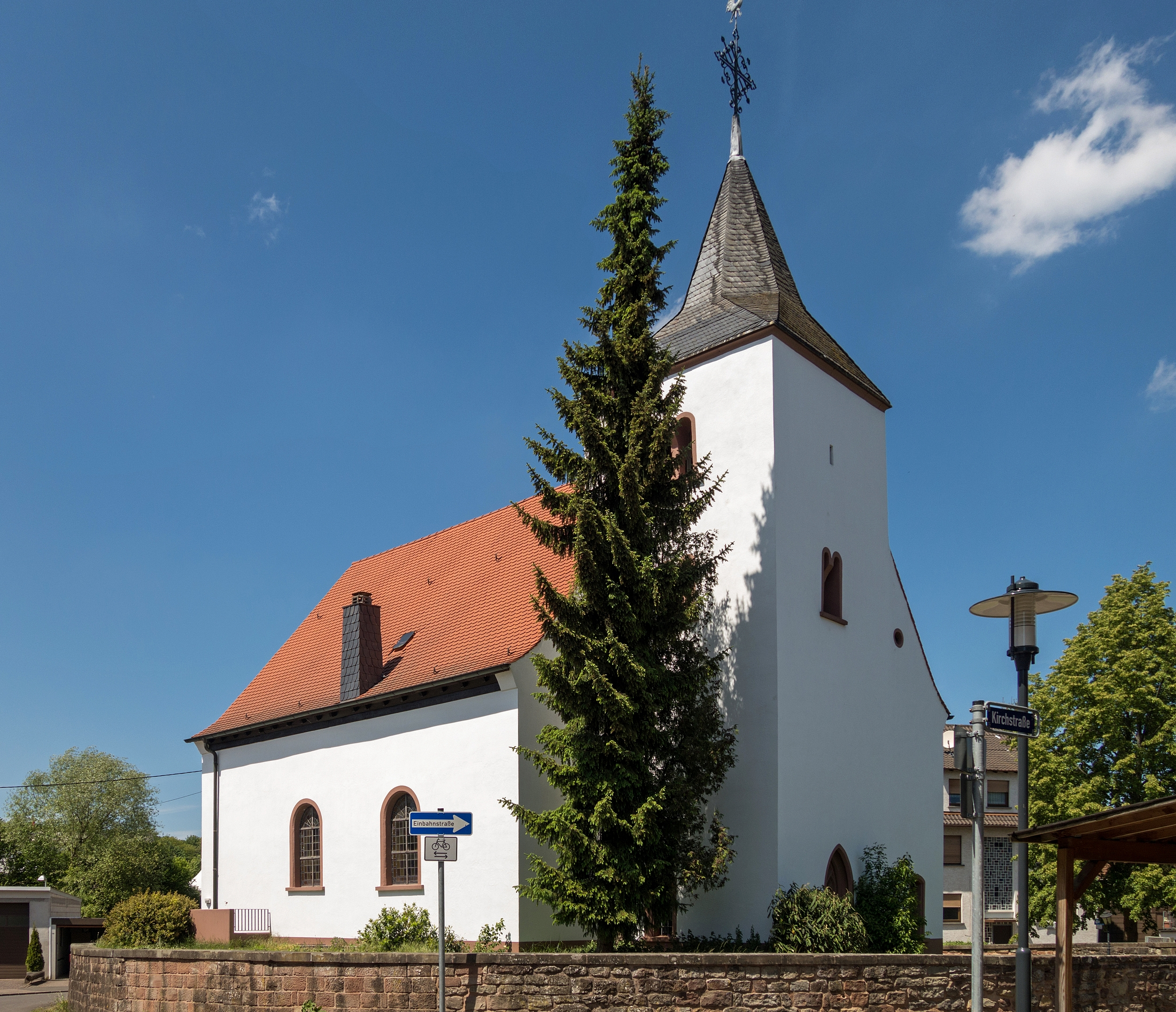
Evangelische Kirche Bübingen

Die aus dem 12. Jahrhundert stammende evangelische Kirche ist das älteste in Bübingen erhaltene Bauwerk. Sie entstand aus der im Jahr 1200 erbauten Kapelle. Sie gehört heute zur Evangelischen Kirchengemeinde Obere Saar.

### Katholische Kirche Sankt Katharina

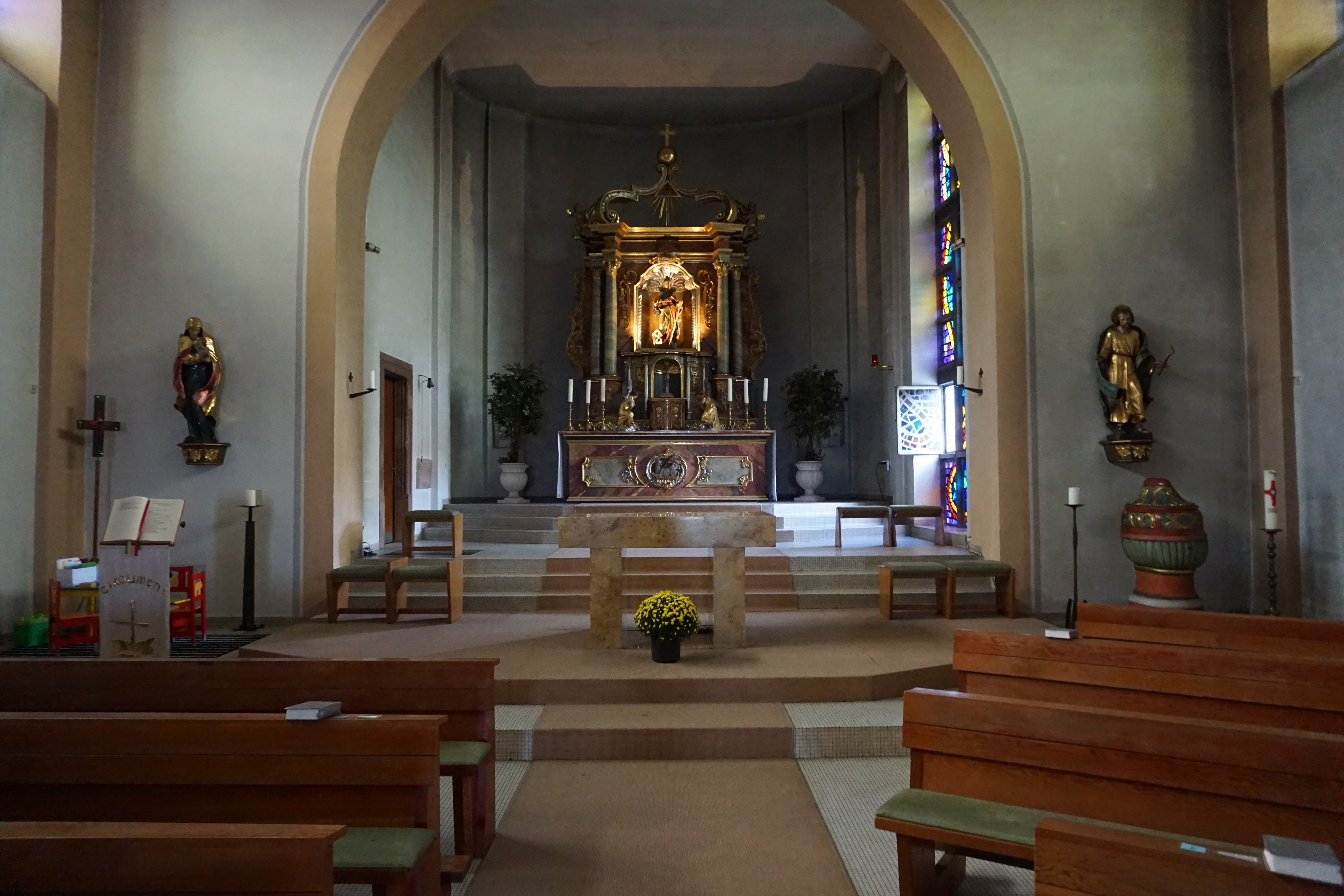
Hochaltar in der Kirche St. Katharina Bübingen

Die zur Katholischen Pfarrei Sankt Martin gehörenden Katholische Kirche Sankt Katharina stammt aus dem Jahr 1957. Sie ist der Nachfolgebau der ursprünglich 1927 eingeweihten ersten Kirche. Vom Vorgängerbau ist noch der untere Teil des Kirchturms, der Chor, die Eingangsfront sowie die Krypta erhalten. Der Kirchturm der alten Kirche war bereits 1939/1940 größtenteils niedergelegt worden. Hintergrund waren Abrissarbeiten von Gebäuden im Zuge der Neugestaltung von Teilen der Saargemünder Straße im Sinne einer Neuordnungsgemeinde. Der Kirchturm hätte wohl nicht zum Stil der Neubauten gepasst. 1955 wurde er neu errichtet. 1956 mussten dann das Dach und die Seitenwände, die sich um 80 cm verschoben hatten, abgerissen werden. Grund für die starken Bauschäden war der aus dem Jahr 1927 stammende Dachstuhl, der nicht entsprechend der Statik errichtet worden war. Dies hatte bereits 1929 und 1937 zu Beschädigungen an der Bausubstanz geführt, die Notreparaturen nötig machten. Hinzu kamen kleinere Beschädigungen im Zweiten Weltkrieg. Der denkmalgeschützte Hochaltar, der ursprünglich aus dem Kloster Gräfinthal stammte und in Teilen auf das Jahr 1761 datiert, wurde 1930 erweitert und ist noch heute vorhanden. Zwischen 1990 und 1995 erfolgten umfangreiche Renovierungsarbeiten.

### Naturschutzgebiet Birzberg

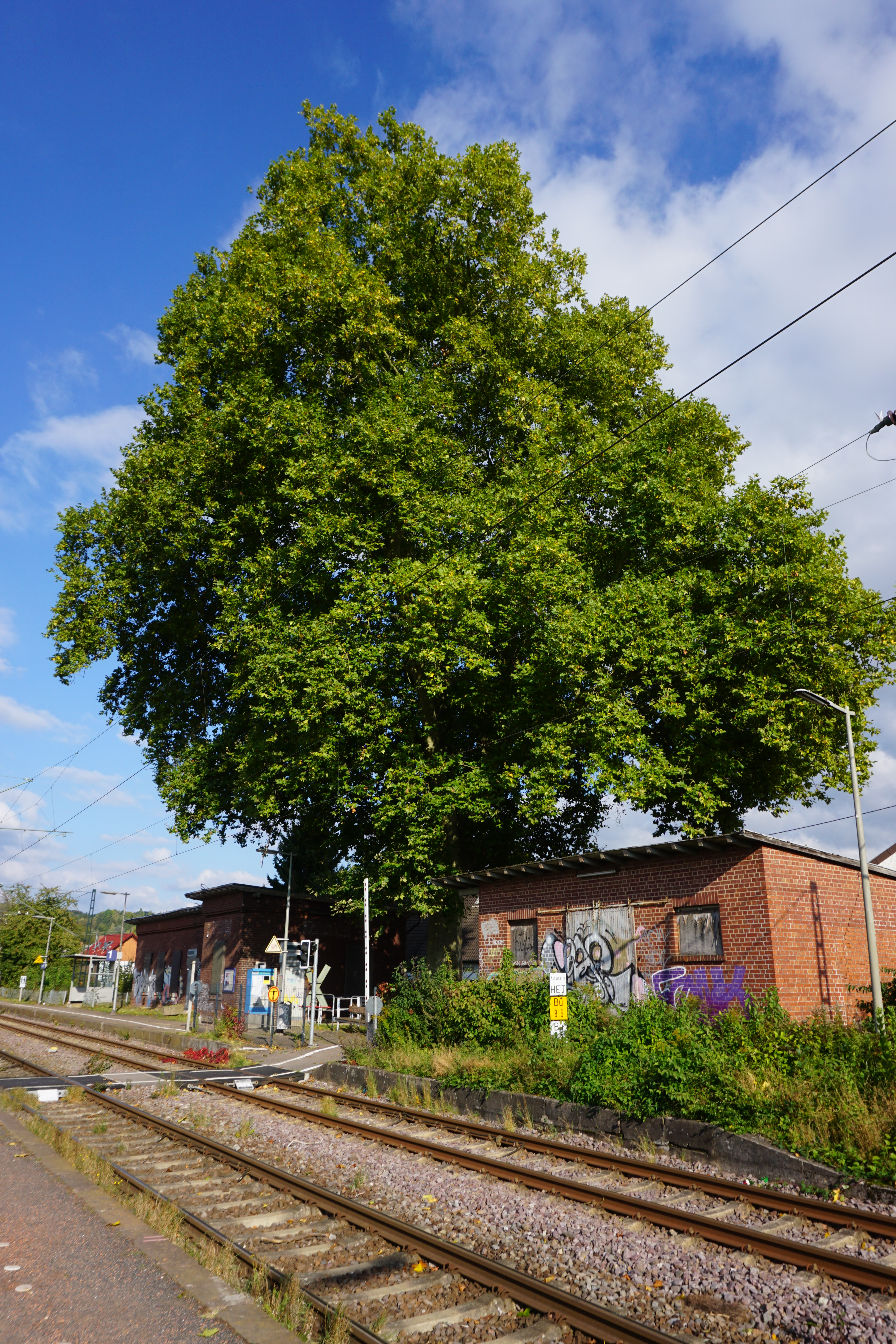
Platane vor dem Bübinger Bahnhof

Der offengelassene Kalksteinbruch im Bübinger Meerwald ist seit 1976 als Landschaftsschutzgebiet (L 5.08.20) eingetragen. Seit 1985 ist er Teil des Naturschutzgebietes Birzberg, dem sich 1995 das Naturschutzgebiet Honigsack-Kappelberghang Richtung Brebach-Fechingen anschloss. Die Vielzahl unterschiedlicher Biotope und die Lage bieten vielen Tieren und Pflanzen einen geschützten Lebensraum. Insbesondere der ehemalige Steinbruch ist Heimat vieler wärmeliebender Pflanzen- und Tierarten. Unter anderem wachsen hier 13 verschiedene Orchideenarten.

### Naturdenkmäler
Bübingen verfügt über zwei Naturdenkmäler in Form von Bäumen, die jeweils in den 1870er Jahren gepflanzt wurden.

#### Platane vor dem Bahnhof
Die Platane vor dem Bübinger Bahnhof (Liste der Naturdenkmäler Saarbrücken Nr. D 5.08.068) ist ca. 150 Jahre alt. Gepflanzt wurde die Platane im Jahr 1870 zur Einweihung der Bahnstrecke Saarbrücken – Saargemünd (Karte).

#### Naturdenkmal Kaisergarten
Das Naturdenkmal Kaisergarten (auch Friedenslinde genannt) (Liste der Naturdenkmäler Saarbrücken Nr. D 5.08.068) besteht aus sechs Rosskastanien, die im Kreis um eine Linde gepflanzt wurden. Den Quellen nach wurde die Linde 1870 oder 1871 zum Gedenken an die Schlacht von Spichern gepflanzt. Die Linde ist ca. 150 Jahre alt (Karte).

## Wirtschaft und Infrastruktur

### Wirtschaftliche Entwicklung
Bis zur Mitte des 19. Jahrhunderts war Bübingen überwiegend durch Landwirtschaft geprägt. Die Bevölkerung lebte in ärmlichen Verhältnissen. Eine Verbesserung der wirtschaftlichen Situation brachte die Industrialisierung des Saarlandes ab der Mitte des 19. Jahrhunderts. Dazu trugen unter anderem die Halberger Hütte sowie der Sandsteinabbau und die Kalksteinindustrie bei. Mindestens seit dem 15. Jahrhundert gab es Sandsteinbrüche in Bübingen. Erstmals urkundlich erwähnt werden Steinbrüche in Bübingen im Jahr 1449 und im Jahr 1485 eine Verladestelle an der Saar. Aufgrund der hohen Qualität des Sandsteins aus Bübingen wurde dieser nicht nur innerhalb des gesamten Saarlandes verbaut, sondern auch nach Frankreich, in die Niederlande und die Schweiz exportiert. In den 1890er Jahren mussten bis zu 300 Arbeiter aus dem benachbarten Elsass und der Pfalz angeworben werden, da die Nachfrage nach Sandstein in Folge des Aufschwungs der Bauindustrie stark gestiegen war. Ab dem Ende des 19. Jahrhunderts ging dann die Zahl der Sandsteinbrüche zurück. Waren es im Jahr 1875 noch zwölf Steinbrüche, war ihre Zahl 1905 bereits auf neun Steinbrüche zurückgegangen. Während noch nach dem Zweiten Weltkrieg Sandstein, wenn auch in geringem Umfang, abgebaut wurde, endete der Abbau Ende der 1950 Jahre, als andere Baustoffe den Sandstein vom Markt verdrängten. Bereits mindestens seit Beginn des 19. Jahrhunderts fand auf dem Gebiet von Bübingen der Abbau von Kalk und Gips statt. Darauf lässt die Tatsache schließen, dass den Bübinger Familien 750 Zentner Kohlen zum Kalkbrennen zustanden.
Ein Abbau und eine Weiterverarbeitung im industriellen Stiel fand ab dem Beginn des 20. Jahrhunderts statt. Dabei entstand auf dem Birzberg im Meerwald ein großer Kalksteinbruch, der sich bis 1936 auf 67 ha ausdehnte. Der Kalk wurde in dem 1903 in Bübingen errichteten Kalkwerk weiterverarbeitet, das zeitweise bis zu 148 Arbeiter und Angestellte beschäftigte. Das Kalkwerk befand sich am Ortsende von Bübingen in Richtung Kleinblittersdorf. Der Transport des abgebauten Kalks erfolgte über eine Feldgleisbahn vom Meerwald durch die Hahnenklamm bis zum Kalkwerk Bübingen. Das Kalkwerk wurde 1905 um einen zweiten Ringofen und 1912 und 1926 um je einen Schachtofen erweitert. Die Schornsteine der beiden Ringöfen mit ihren 86 und 92 Metern Höhe zählten zu den höchsten Deutschlands. Die Tagesproduktion an gebranntem Kalk lag nach 1926 bei ca. 300 Tonnen am Tag. Der Großteil des gebrannten Kalkes wurde von der Burbacher Hütte abgenommen, die um 1930 das Kalkwerk dann auch übernahm. 1936 wurde ein weiterer Kalksteinbruch in der Nähe des Steinbruchs Meerwald, auf dem Birzberg in Betrieb genommen. Der Transport von dort zum Kalkwerk erfolgte über eine eigens errichtete Seilbahn. Während des Zweiten Weltkriegs wurde das Kalkwerk stark beschädigt. 1945 waren die Schornsteine der Ringöfen durch die US-Armee gesprengt worden, wobei auch die beiden Ringöfen beschädigt wurden. 1946 wurde die Produktion in den Schachtöfen wieder aufgenommen. Der wieder instandgesetzte große Ringofen wurde Anfang 1949 wieder in Betrieb genommen, wohingegen der Ende 1949 fertiggestellte kleinere Ringofen bis zur Schließung des Werkes 1966 nicht mehr angefahren wurde. Das Kalkwerk wurde nach 1966 dem Verfall überlassen.
Eine wichtige Entscheidung für die wirtschaftliche Entwicklung von Bübingen war bereits im Jahr 1914 mit der Errichtung des Industriegebietes zwischen der Bahnstrecke und der Saar erfolgt. 1921 erhielt das Industriegebiet einen eigenen Eisenbahnanschluss (Im Jahr 1900 war bereits in Bübingen eine Eisenbahnverladestelle eingerichtet worden). Dort siedelten sich bereits wenige Jahre nach Ende des Zweiten Weltkriegs erneut Firmen an. 1947 unter anderem die Firma Gutbrod mit ihrem Werk Bübingen. 1954 wurde die Manusaar Munitionsfabrik in Bübingen eröffnet, die dort mitten im Ort gelegen, bis zu ihrer Schließung 1972 produzierte. Mit der Schließung des letzten landwirtschaftlichen Betriebes im Jahr 1980 hatte sich Bübingen endgültig zum reinen Wohn- und Industrieort entwickelt.
Heute erstreckt sich das 1914 gegründete Industriegebiet fast auf die gesamte Länge des Ortes entlang der B51. Zu den heute dort ansässigen Firmen gehören unter anderem der Pharmahersteller Ursapharm, die Europa-Zentrale MTD Products AG der MTD, eine Niederlassung der Deutschen See sowie ein Depot von UPS. Zudem betreibt die Lebenshilfe Obere Saar im Industriegebiet die Bübinger Werke, in denen 800 Mitarbeiter mit geistigen Behinderungen arbeiten.

### Kindertagesstätten
Bübingen verfügt über zwei Kindertagesstätten. Dabei handelt es sich um die katholische Kindertagesstätte St. Katharina mit Krippe und Regelbetreuung bis zum 6. Lebensjahr sowie um die evangelische Kindertagesstätte Regenbogen mit Krippe und Regelbetreuung ebenfalls bis zum 6. Lebensjahr.

### Bildung
Bübingen verfügt über eine Freiwillige Ganztagsschule, mit einer Dependance im benachbarten Güdingen. Bei der Freiwilligen Ganztagsschule Bübingen handelt dabei um eine vierklassige Grundschule für 98 Schüler. Eine Betreuung findet bis 17 Uhr statt.

### Öffentliche Einrichtungen
Bübingen (Löschbezirk 24) verfügt seit 1908 über eine Freiwillige Feuerwehr. Sie verfügt über ein HLF 10 sowie über ein MTF. Die Mannschaftsstärke beträgt 30 Mann. Zudem gibt es eine Jugendfeuerwehr mit 15 Kindern und Jugendlichen im Alter zwischen 8 und 16 Jahren.
Am Ort ansässige Allgemeinmediziner und Fachärzte stellen die medizinische Grundversorgung sicher. Das nächstgelegene Krankenhaus ist die Klinik Halberg (Kreiskrankenhaus) in Brebach-Fechingen.
Die katholische Pfarrei St. Katharina unterhält im Ort eine kleine öffentliche Bücherei.

### Verkehrstechnische Anbindung
Bübingen liegt direkt an der, von Saarbrücken kommenden und nach Frankreich führenden B51. Die Autobahnen A6 und A620 sind über die ca. zwei Kilometer entfernte Anschlussstelle Güdingen (Autobahndreieck Saarbrücken) erreichbar. Bübingen ist über den, 1881 eröffneten, Bahnhof an das Schienennetz der Saarbahn angebunden und liegt an der Strecke der Linie S1 die Lebach und das französische Saargemünd verbindet. Der SaarVV betreibt mit der Linie 131 eine Busverbindung, die zwischen dem Bübinger Berg (Schule) und Brebach (Bahnhof) verkehrt. Der Flughafen Saarbrücken ist ca. neun Kilometer von Bübingen entfernt.

## Persönlichkeiten
Die nachfolgende Aufzählung listet Personen auf, die in Bübingen geboren wurden, leben oder vorübergehend lebten und wirkten.
- Dieter Thomas Heck (* 29. Dezember 1937; † 23. August 2018), deutscher Moderator, Schlagersänger, Schauspieler, Showmaster, Produzent und Entertainer. Er lebte zeitweise in Bübingen Auf den Ellern.
- Stefan Klinkhammer (* 26. Juli 1935; † 30. März 2001), deutscher Komponist, Arrangeur und Jazz-Pianist. Wohnte Am Kreuzberg und hatte dort auch sein Tonstudio. Gemeinsam mit Frank Farian war er für das musikalische Arrangement der Songs der Gruppe Boney M. verantwortlich.
- Wolfgang Laufer (1940–2022), deutscher Archivar und Autor. Von 1995 bis 2003 Leiter des Landesarchivs Saarbrücken.
- Ruth Leuwerik (* 23. April 1924; † 12. Januar 2016), deutsche Schauspielerin. Sie lebte bis zu ihrem Umzug nach München Auf den Ellern.
- Doris Pack (* 18. März 1942), deutsche Politiker, ehemalige Bübinger Gemeinderätin und ehemaliges Mitglied des Europäischen Parlament.
- Alfred Philippi (* 3. August 1903; † 15. Juni 1994 in Winnweiler) war Generalmajor im Zweiten Weltkrieg, er wurde in Bübingen geboren.
- Fritz Ludwig Schmidt (* 1922; † 11. Dezember 2008[73]), deutscher Maler und Grafiker. Schmidt lebte und arbeitet bis zu seinem Tod in seinem Haus in der Birkenstraße.
- Rüdiger Weigang (* 25. Juni 1942), deutscher Schauspieler. Weigang lebte während seiner Kindheit zeitweise in Bübingen.